# Görvälns slott
Görvälns slott, eller Görwälns slott, är ett slott och tidigare säteri i Järfälla socken i Järfälla kommun i nordvästra Stockholms län i Uppland.

## Allmänt
Görvälns slott ligger vid Görväln, en fjärd av Mälaren. Slottet, som totalrenoverades 2008 och är byggnadsminnesskyddat, inrymmer idag hotell- och restaurangverksamhet. Slottet och parken ligger inom Görvälns naturreservat. Hela området där Görvälns slott är beläget är en kulturhistorisk miljö. Ett ståndsmässigt leverne krävde också ett ståndsmässigt boende. Även om hertigparet Elsa Elisabeth Brahe och hertig Adolf Johan inte vistades permanent på Görväln beslöt de att uppföra en helt ny huvudbyggnad med flyglar. Slottets huvudentré är vänd mot sjön, en påminnelse om att vattenvägarna förr var lika betydelsefulla som landsvägarna.
Görvälns slott är inte bara en huvudbyggnad. Unikt för Görväln är byggnadsbeståndet, som är ovanligt komplett för att vara en så stor gård i Stockholms närhet, med både huvudbyggnad, flyglar, ekonomibyggnader och arbetarbostäder. Parken mot sjön kompletterades med exotiska träd under Mauritz Salins ägarskap på 1900-talets början. Idag sköts parken av Järfälla kommuns park- och naturavdelning.
Görväln omnämns för första gången 1478, då riddare Nils Fadhersson bekräftar att han gjort ett markbyte med ärkebiskopen Jöns Bengtsson Oxenstierna. När Gustav Vasa drog in kyrkans mark till staten hamnade också Görväln i kronans ägo.

## Äldsta tiden
Namnet "Görväln" är dokumenterat från 1460-talet, då godset bestod av två gårdar tillhörande Uppsala stift. Den tidigast kände ägaren var Nils Jönsson Oxenstierna, som var född på 1380-talet. Han var rådsherre hos kung Kristoffer av Bayern och efter hans död 1448 riksföreståndare tillsammans med sin bror Bengt Jönsson Oxenstierna. Hans arvingar, de tre barnen, bytte på 1460-talet bort Görväln till ärkestiftet mot andra gods. Detta byte stadfästes först 1478. Genom detta blev de båda gårdarna i Görväln biskopshemman under biskopssätet Almare-Stäkets borg.
Efter reformationen under 1520-talet blev Görväln kronohemman och förblev i kronans ägo till 1571, då Johan III skänkte egendomen till den italienske adelsmannen Antonius de Palma. Efter Antonius de Palmas död på 1580-talet ärvde sonen Scipio de Palma Görväln. Scipio de Palma var ryttmästare vid Upplandsfanan och senare överste.

## 1600-talet

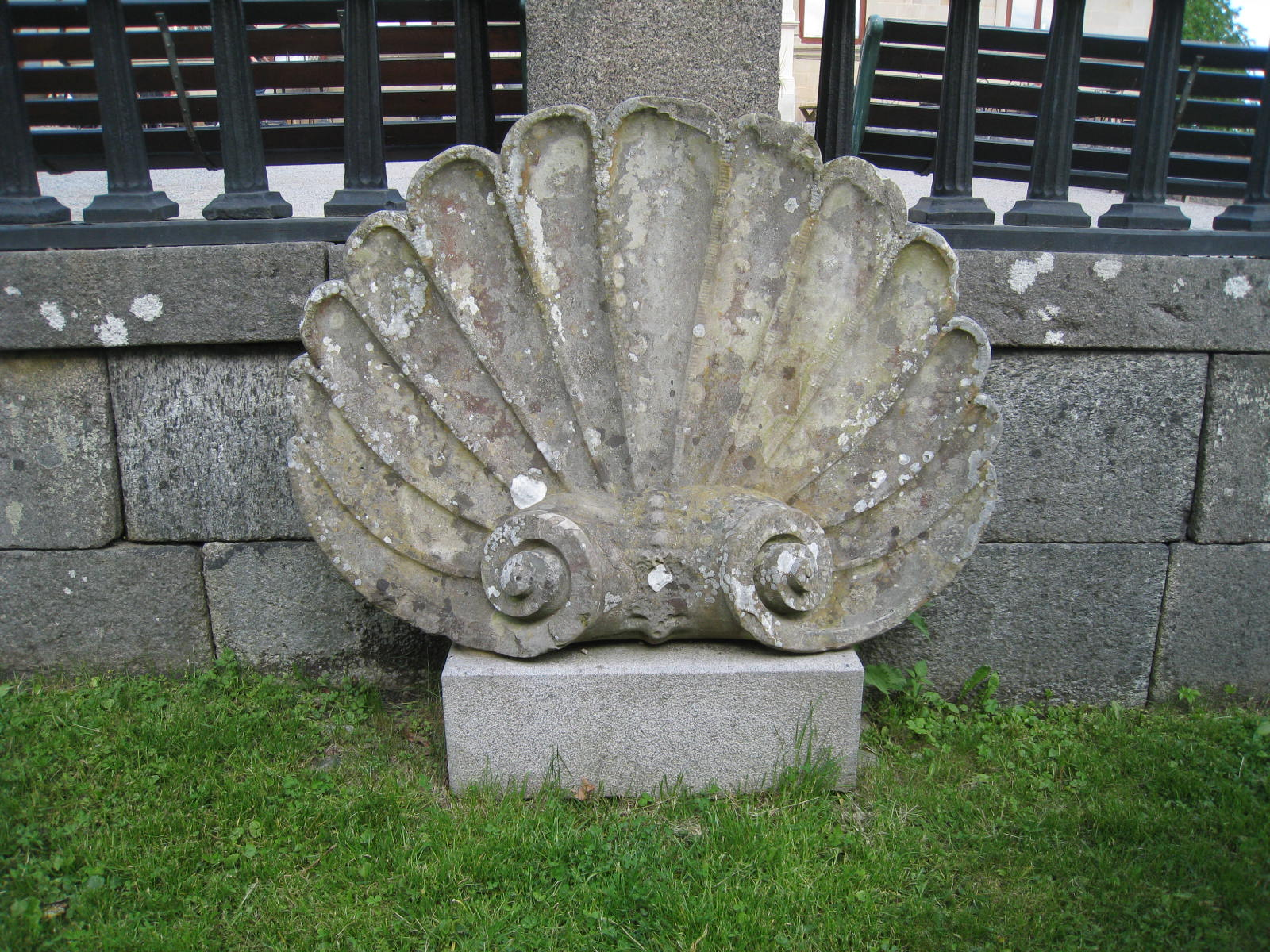
"Görvälnsmusslan" av sandsten uppställd framför gårdsplanens terrassmur.

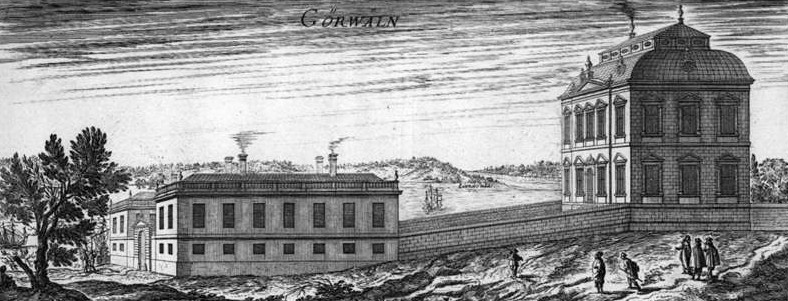
Slottet på 1670-talet i Suecia antiqua et hodierna.

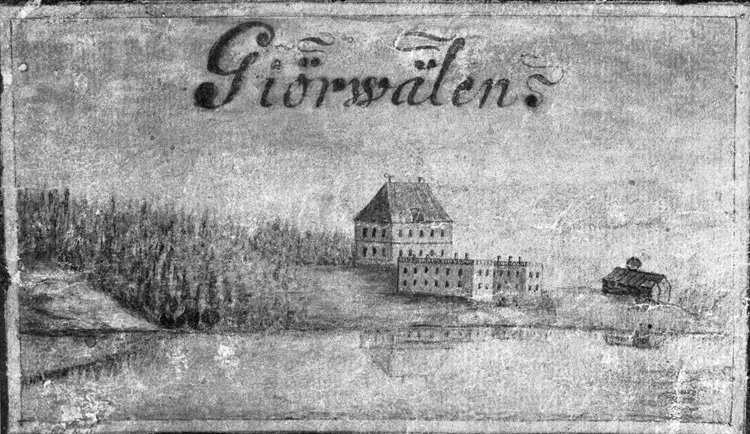
Görvälns slott på Gripenhielms Mälarkarta från 1689.

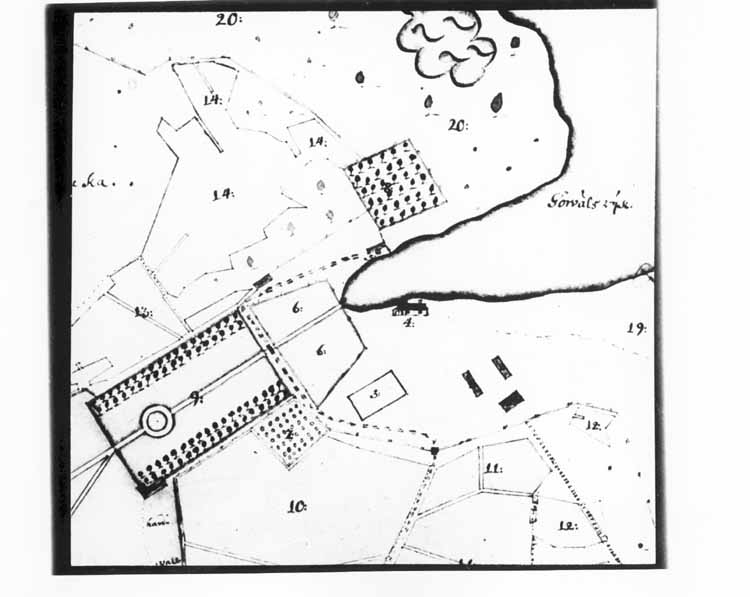
Del av karta över Görväln från 1701 av Lars Kietzlingh som visar Görvälns gårdsområde med närmaste omgivning. 1. Huvudbyggnaden (i plan); 2. Flyglarna (i plan) – står antecknat att södra flygeln brunnit ned för någon tid sedan; 3. Ladugård gammal och nedrutten (grundmarkering); 4. Brygghus (ej i plan); 5. Solbacka (i plan) – står antecknad som en gammal byggnad, krog om vintern; 7. Humlegården; 8. Körbärslunden; 9. Fruktträdgård – äpple och päron.

Enligt Erik Dahlberghs "Suecia Antiqua et Hodierna" skulle huset ha ett säteritak med svängda fall, av den typ som Jean de la Vallé introducerade på Riddarhuset. Elsa Elisabeth Brahe, änka efter greve Erik Oxenstierna 1656, lär ha påbörjat bygget, men det fullbordades av hennes andra man, pfalzgreven Adolf Johan, Karl X Gustavs bror, "Görvälns egentlige skapare".
År 1605 bytte Scipio de Palma bort Görväln till rikskanslern och friherren till Kråkerum, Svante Bielke (Svante Turesson Bielke) (1567–1609). Svante Bielke var också en av Karl IX:s män. Han uppförde nya byggnader på Görväln, för vilka han fått sätesfrihet som adlig sätesgård. Svante Bielke flyttade tillbaka gården till den gamla platsen och lät bygga en säteribyggnad, det var den så kallade "Stora röda byggnaden". Den låg strax nedanför de båda nuvarande flyglarna. Det var troligen ett stenhus, kanske i rött tegel. I huset fanns en sal, sju kammare och en stor förstuga. Köket var i ett annat hus. En mängd andra byggnader fanns också i närheten. Kråkerum, en herrgård i Mönsterås socken i Småland, var släktgods för en av grenarna i den gamla svenska adelsätten Bielke (friherrliga grenen nr 6). 1608 hade Svante Bielke blivit friherre, han fick friherrlig värdighet, till Kråkerum och det var sedan Svantes son Sten Svantesson Bielke (1598–1638), död 1638 som blev den siste medlemmen av ätten Bielke som innehade Kråkerums egendom. Sten Bielke var riks riksråd, legat och generalguvernör i Pommern.
I inventarier från 1650-talet finns en detaljerad redogörelse för denna äldre säteribebyggelse. Svante Bielkes vapen har tidigare hängt i Järfälla kyrka. Bielkes och Leijonhuvuds vapensköldar sattes upp i Järfälla kyrka efter deras död, men är numera försvunna. På Kungliga biblioteket i Stockholm finns en teckning av Järfälla kyrka från söder av Johan Hadorphs från 1682 med tre vapen under. Två av vapnen hörde till släkterna Svante Bielke och hans hustru Elisabeth Leijonhufvud, men det tredje som saknar text kan möjligen hört till släkten Bååts. Teckningen finns med i andra volymen av Hadorphs verk "Afritningar af Kyrkor och Kyrko-vapen i Upland". Tuschteckningen är utförd i maj 1682 av Johan Leitz, ritare vid Antikvitetskollegiet. Original i Kungliga bibliotekets handskriftsavdelning, signum Fl3b, Johan Hadorphs resor; Afritningar af kyrkor och kyrkovapen i Upland 1676–1685.

### Elsa Elisabeth Brahe
Under Bielkes tid låg huvudbyggnaden längre ner på sluttningen än idag. Godset blev sätesgård och Svante Bielkes son, riksrådet och diplomaten Sten Svantesson Bielke ärvde gården. Han blev kammarherre och generalguvernör i Pommern i Tyskland och riksråd. Svante Bielke ansågs som en av Sveriges skickligaste diplomater, och avled ogift 1638. Görväln ärvdes då av hans syster Anna Margareta Bielke och därefter, 1643, ärvdes slottet av hennes dotter Elsa Elisabeth Brahe (Elsa Elisabeth Nilsdotter Brahe) (1632–1689). Hon var brorsdotter till Karl X Gustav av Sverige och kusin till Karl XI. Hon var gift två gånger. Först, 1648, var hon gift med Axel Oxenstiernas son, rikskanslern Erik Axelsson Oxenstierna (1624–1656), greve av Södermöre. Det var Erik Axelsson Oxenstierna som fattade beslutet att bygga en ny huvudbyggnad. Det gällde att se till att gården blev ståndsmässigt bebyggd. Reduktionen kom allt närmare. Han kände Jean de la Vallée, riddarhusets arkitekt. Görvälns slott ritades troligen av honom, men Nicodemus Tessin den äldre finns också nämnd i sammanhanget. Erik Axelsson Oxenstierna avled 1656. Elsa Elisabeth Brahe blev då änka vid 25 års ålder med fem minderåriga barn. Därefter gifte Elsa Elisabeth Brahe om sig 1661 med pfalzgreven och riksmarskalken, hertig Adolf Johan av Pfalz-Zweibrücken i hans andra gifte. Han var svensk hertig av Stegeborg.
Hertig Adolf Johan var bror till Karl X Gustav. Adolf Johan ville utnyttja Elsa Elisabets kontakter. Under äktenskapets första år hölls därför ett frenetiskt sällskapsliv hos hertigparet. Försöken lyckades emellertid inte. Han lyckades inte få någon medlem av adeln att acceptera uppdraget som förmyndare för sina fem styvbarn, och hans hov på Stegeborg undveks alltmer. Vid hovet blev Elsa Elisabet inblandad i en rangstrid med sin svägerska, Maria Eufrosyne av Pfalz. Byggplanerna vid Görväln fortsskred och det beslöts att huset skulle uppföras i gotlandssten, ett då ganska ovanligt material.
Den 13 augusti 1659 slöt Elsa Elisabeth Brahe kontrakt med riksrådet och riksjägmästaren Axel Sparre. Han åtog sig att uppföra "ett Steenhuss af Gottlandz Steen, huggen" för 400 daler silvermynt. Senare avdras 560 daler silvermynt från denna summa "för det som steenen ähr illa fahren", som det står i dokumenten. Den egentliga byggmästaren är Johan Peter Kirstenius, kan man förmoda, och man vet att själva bygget leddes av stenhuggarmästaren Hinrich Delkou och murmästaren Håkan Persson. Ritningarna till slottsbygget har, som ovan nämnts, tillskrivits den kände arkitekten Jean de la Vallé. Det är således under Elsa Elisabeth Brahes tid som huvudbyggnaden uppfördes åren 1659–1661 under ledning av hovingenjören Johan Peter Kirstenius, förmodligen med Jean de la Vallée som arkitekt. Adolf Johan avskedade byggherren och arbetet kom att ligga nere i 15 år. Man bodde fortfarande i Sten Bielkes hus under tiden eftersom det nya huset bara var ett tomt skal och dessutom saknade tak. Av förmyndarregeringen för brorsonen Karl XI blev Adolf Johan ganska snart utmanövrerad. Efter en massa kontroverser med riksdagen och förmyndarregeringen flyttade han och hustrun besvikna till Stegeborgs slott i Östergötland. Således pågick arbetena på Görväln mellan 1659 och 1661. Byggnaden blev dock inte helt klar förrän vid 1670-talets mitt.
Från denna tid finns slottet avbildat i Erik Dahlberghs kända bildverk över svenska slott "Sverige i forntid och nutid", Suecia antiqua et hodierna, från 1660-talet. Avbildningen Görvälns slott i kopparstick är utförd av den franske arkitekten Jean Marot. Huvudbyggnaden är från början i två våningar och byggt av tegel. Utvändigt är fasaderna klädda med sandstenskvadrar som nu. Kvadersten är fyrkantigt tillhuggen byggnadssten. Kvadrar används som byggblock i murverk, på ungefär samma sätt som murtegel. Vanligen är dock kvadrar betydligt större än tegelsten. I bildverket till Jean Marots kopparstick fanns följande text att läsa: "Stora stenhuset, två våningar af teljsten, 2 flyglar af sten, den södra för en tid sedan af vådeld förbränd. – Ladugården mestadels nedrutten. Ett nytt brygghus med inmurad kopparpanna. – En humlegård utaf 380 hålor. – En körsbärslund af gamla och gemena träd. – En trädgård sydvest från boningshuset av äple- och päronträd, som trädgårdsmäster Lars Johansson för årl. arrende af 170 dlr kpmt innehar. – Åkerjord 47 tunnland 31 kappland. Ängar gåfvo 98 lass hö. (Görvälnskartan från 1701)."
En annan avbildning av slottet på 1600-talet finns på Gripenhielms Mälarkarta från 1689. Det är en teckning i färg från 1688, alltså efter det att byggnaderna blivit färdigställda.  Denna gouache som är ca 10 × 6 cm  ingår tillsammans med mera betydelsefulla herrgårdar och städer som en informativ inramning till den stora likaledes handgjorda kartan. Flygelbyggnaderna känns igen från Sueciaverket, men huvudbyggnaden har här ett högt ordinärt valmtak som står i kontrast till flyglarnas låga italienska tak. Det riddarhusinspirerade taket i två fall var som situationen skulle utvecklas för ägarfamiljen alldeles för dyrbart att realisera. I förgrunden syns Simonsberget och Görvälnsviken.
I början av 1660-talet vistades greve Adolf Johan och hans maka Elsa Elisabeth på Görväln under sommartid. Ett brev, som är daterat på Görväln 1662 är av Adolf Johans hand. Paret bodde permanent på Stegeborgs slott i Östergötland och de båda avled 1689. Elsa Brahe dog i februari 1689 och Adolf Johan i oktober samma år.
I äktenskapet mellan Elsa Elisabeth Brahe och hertig Adolf Johan föddes det sammanlagt nio barn, varav fyra uppnådde vuxen ålder. Det var Adolf Johans barn, som ärvde Görväln. De fyra barnen som ärvde var Katarina av Pfalz-Zweibrücken (1661–1720), Maria Elisabet (1663–1748), född 1663, Adolf Johan den yngre (1666–1701), född 1666 och Gustav Samuel Leopold (1670-1731), född 1670. Ekonomin var så hopplös, att barnen måste begära urarava konkurs. Stegeborg indrogs till kronan. Görväln kunde däremot behållas, eftersom det varit Elsa Brahes enskilda egendom. Hennes barn med Erik Oxenstierna hade förut lösts ut, så det var Adolf Johans barn, som ärvde Görväln.
Görväln drabbades av förödande brand, troligen vintern 1696–1697. Vid branden förstördes Svante Bielkes huvudbyggnad, det röda huset, och Stora Brygghuset. Taken på Elsa Brahes huvudbyggnad och södra flygeln brändes av. Troligen skadades också taket på norra flygeln. Brahes huvudbyggnad reparerades omgående och ett nytt brygghus byggdes. Först på 1740-talet reparerades flyglarna och de fick då sitt nuvarande utseende med sadeltak istället för plant tak.

## 1700-talet

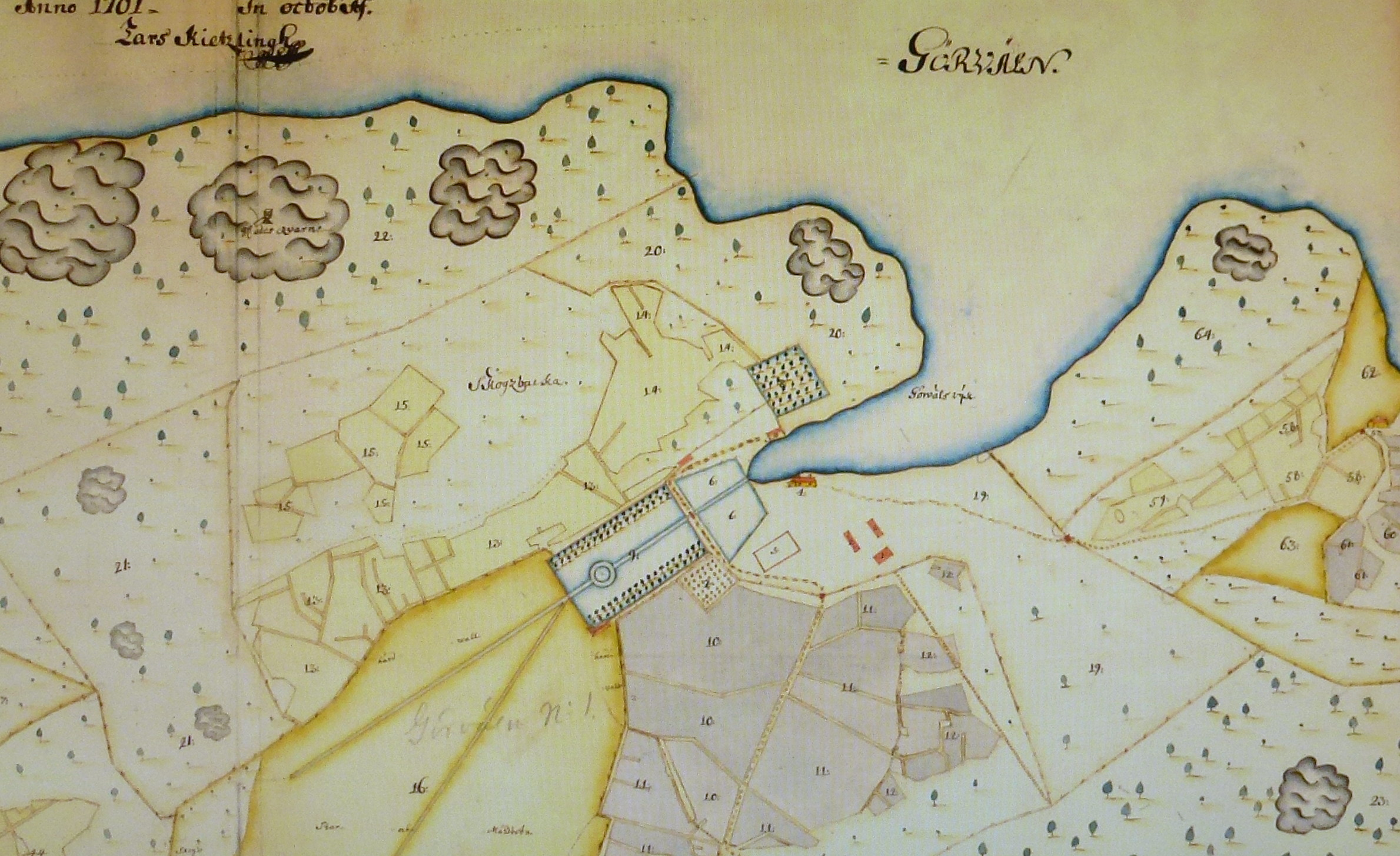
Slottet och omgivningen 1701, norr är till höger.

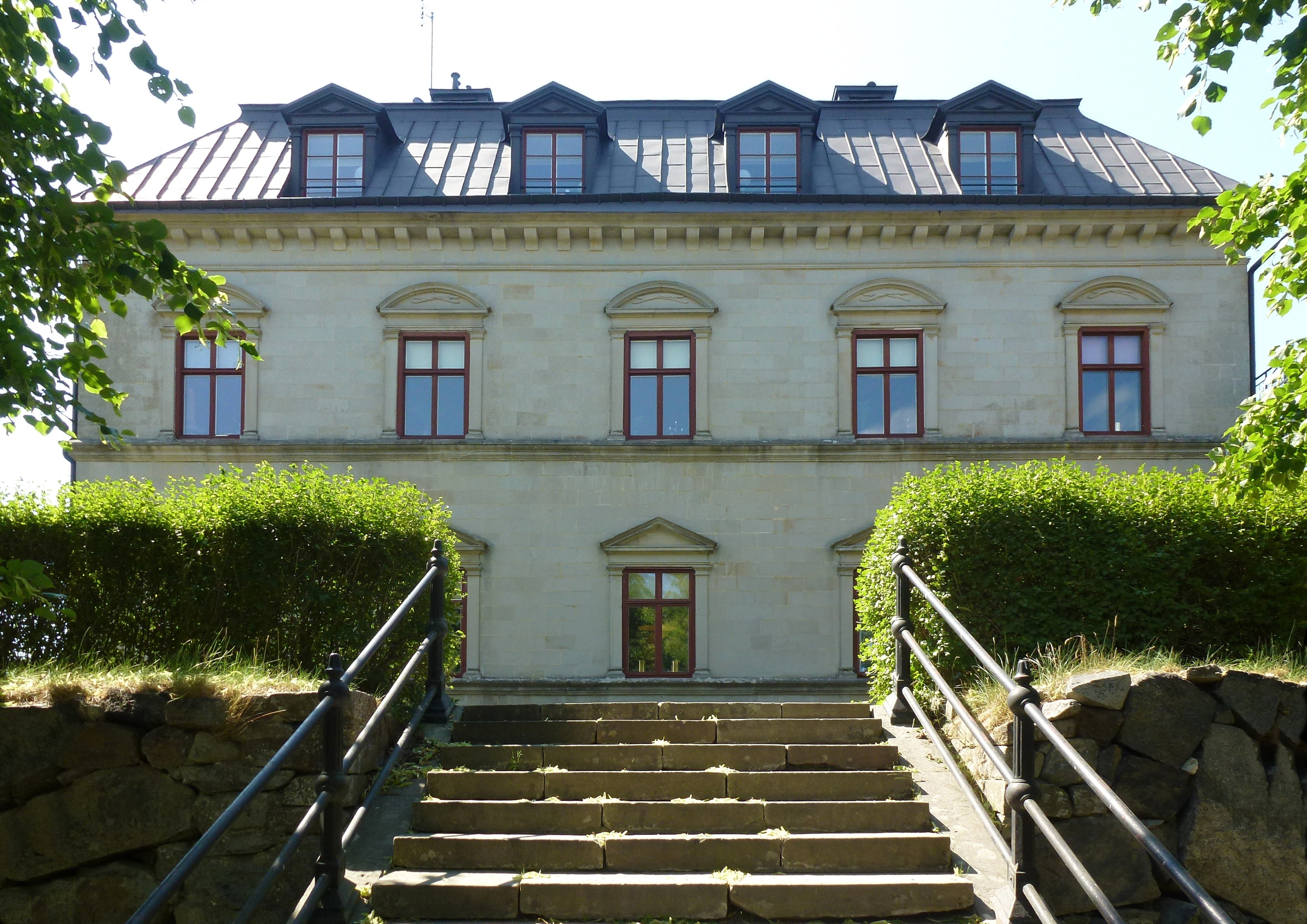
Slottsfasaden från nordost, juni 2013.

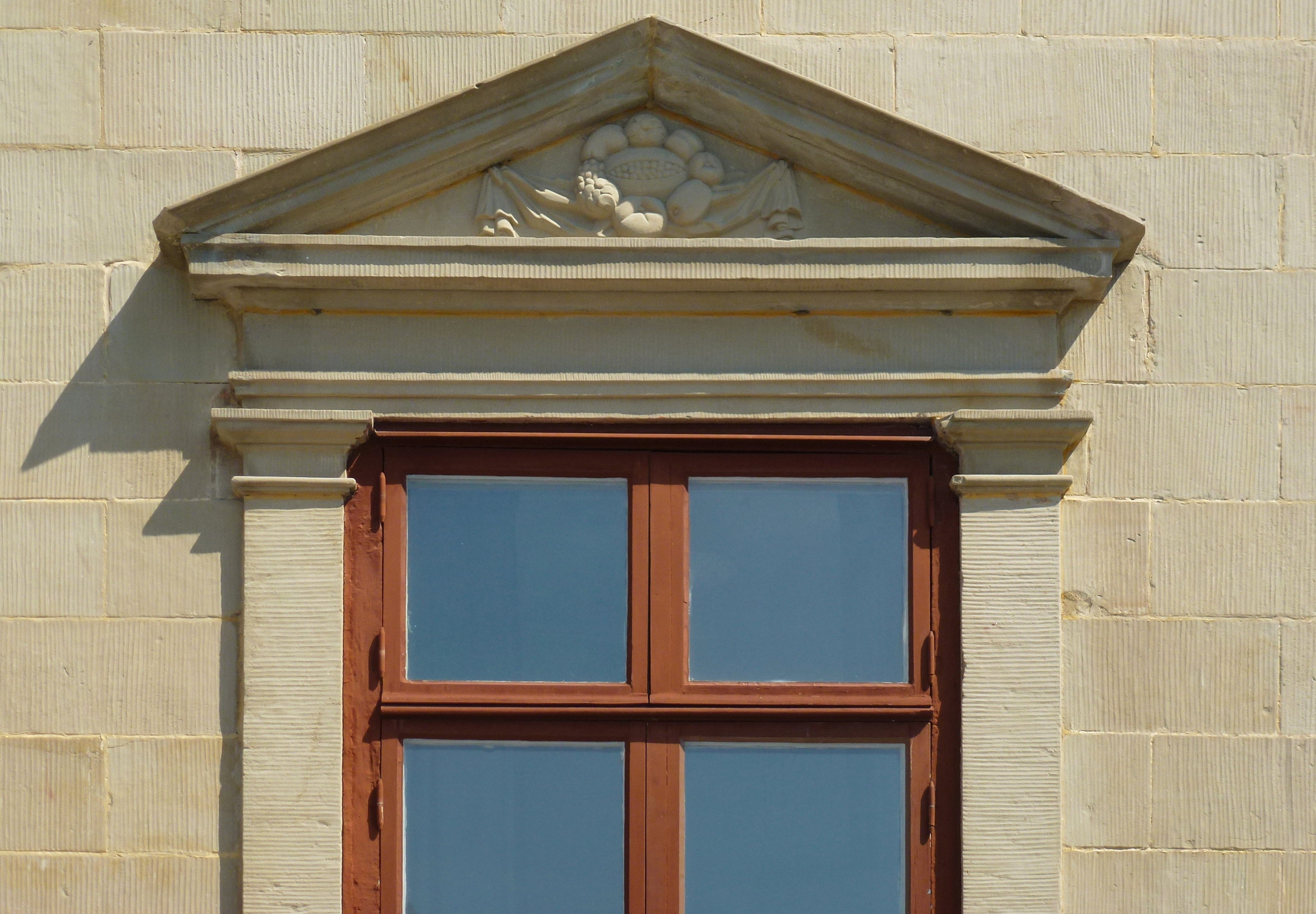
Sydgavelns fönster efter Pehr Carlskölds ombyggnad.

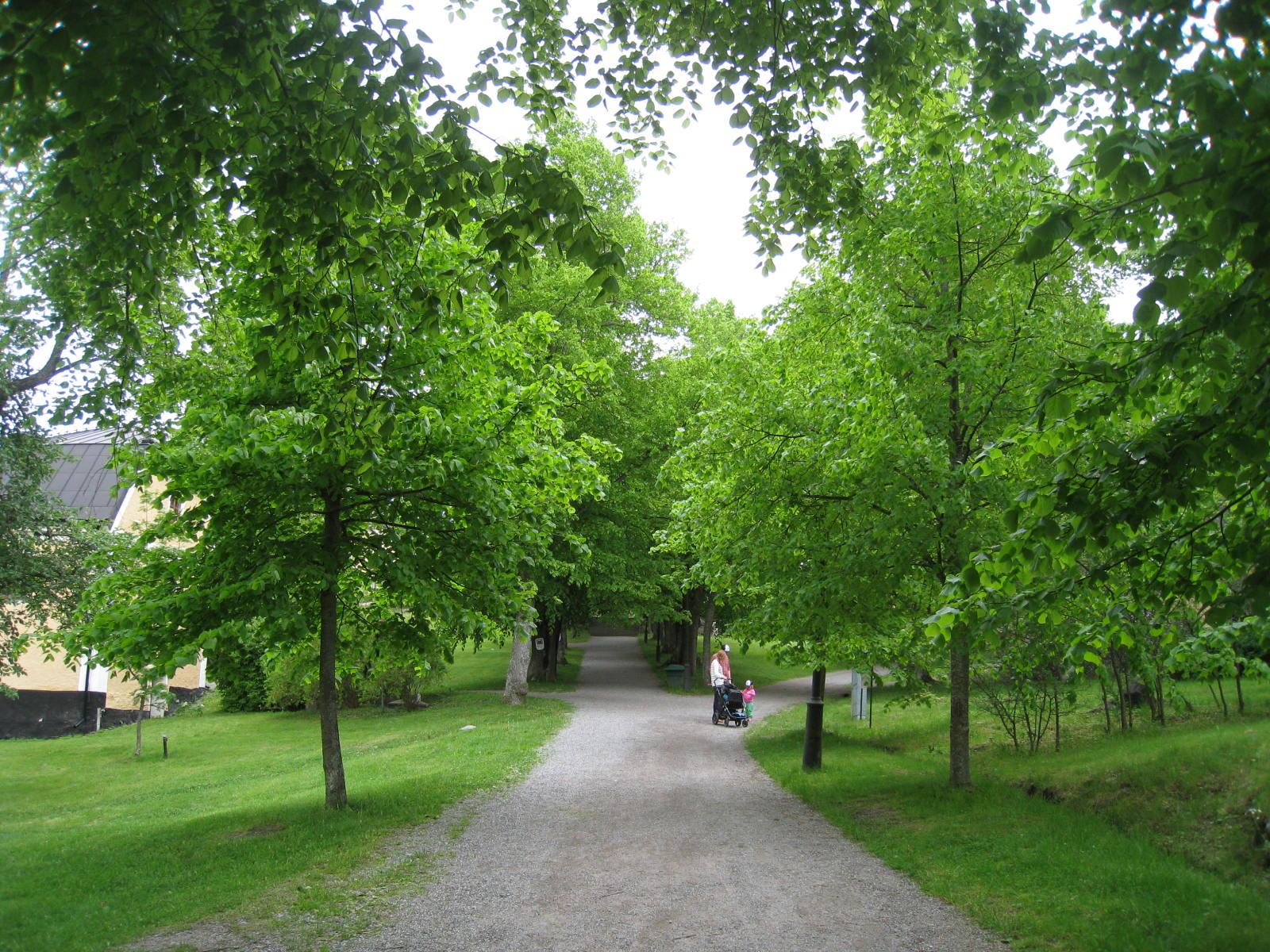
Pehr Carlsköld planterade på 1750-talet en allé av lindar, som gick från slottet ner till Görvälns krog eller Villa Solbacka.

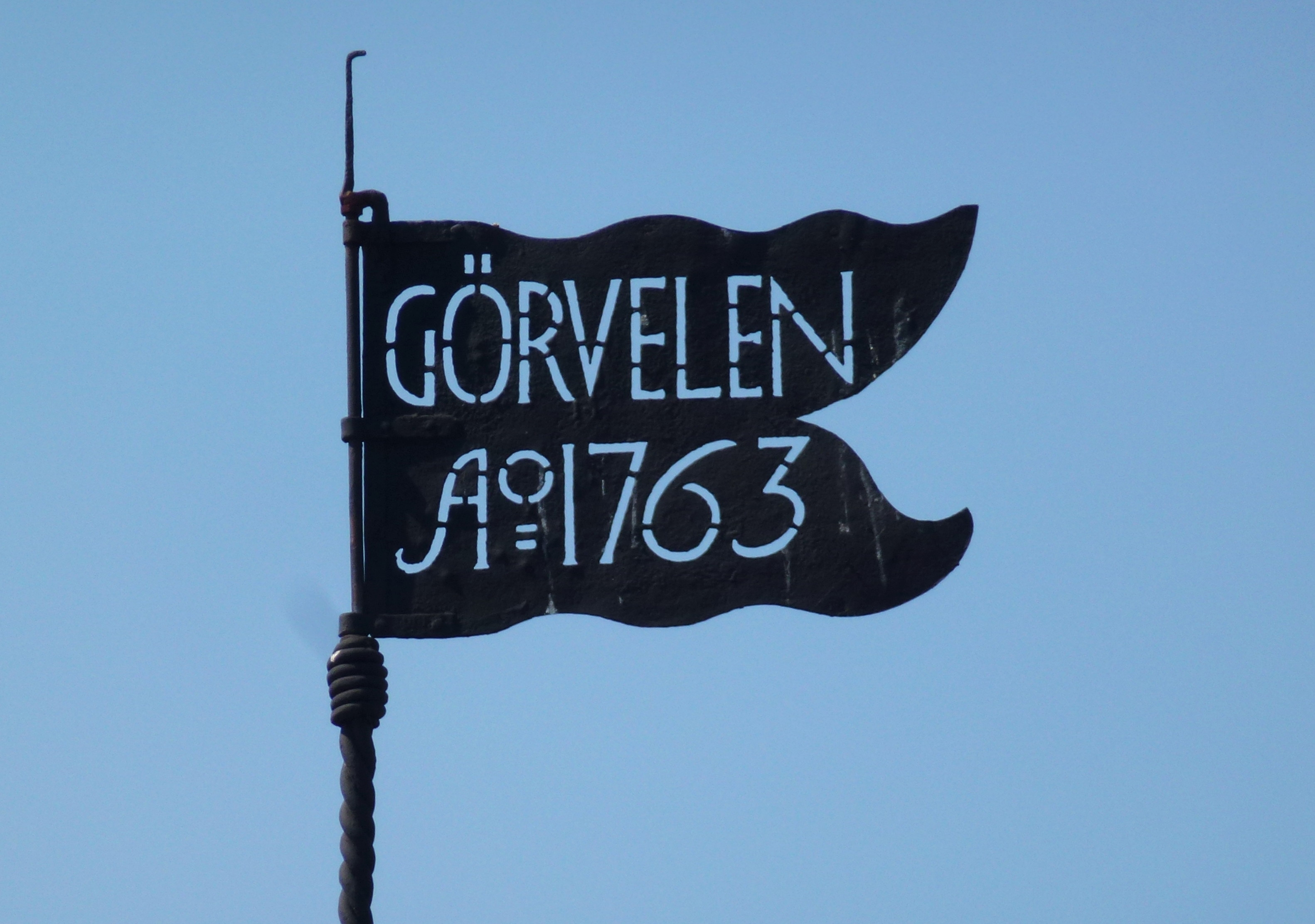
Görvälns slotts vindflöjel, Görvelen Anno 1763, på taket på den norra flygeln.

Efter Adolf Johans och Elsa Elisabet Brahes död, båda avled 1689, var det deras arvingar som ägde Görväln. Det var deras två döttrar, Katarina, född 1661 och Maria Elisabet, född 1663, och två söner, Adolf Johan den yngre, född 1666 och Gustav Samuel Leopold, född 1679, som ägde Görväln till 1716. Då sålde de gården till superintendenten Herman Witte (1666–1728), teologie doktor, kyrkoherde och professor. Han blev predikant hos änkedrottningen efter Karl X Gustav, Hedvig Eleonora. Wittes maka Catharina Margareta Wittmach och döttrar adlades von Witten 1717. Herman Witte blev biskop i Åbo 1721, där han också avled 1728. Under Sverigetiden bodde han oftast på Görväln.
Herman Witte hade åtta barn, fyra söner, som alla dog unga, och fyra döttrar, av vilka två överlevde fadern och blev introducerade 1719 under nr 1518. Wittes dotter Maria Catharina Witte, adlad von Witten (1700–1781) ärvde Görväln efter sin far år 1728. Hon var född år 1700. Hon gifte sig den 19 maj 1719 på Görväln med kammarrevisionsrådet Nils Assarsson, adlad Nils Lagerstolpe (död 1750). Den andra dottern Hedvig Witte, adlad von Witten (1712–1741) var född 1712, men avled i barnsäng 1741 och begravdes i Storkyrkan i Stockholm. Hon var gift med ryttmästaren Jakob Danckwardt-Lillieström i hans andra gifte. En tredje dotter, Anna Catharina Witte, var född 18 juni 1719 i Stockholm, men avled 10 månader gammal 2 april 1720 på Görväln.
Därefter blev riksdagsledamoten och kanslirådet Pehr Carlsköld (1718–1765) ägare till Görväln, där han var bosatt med sin familj åren 1751–1759. Pehr Carlsköld var gift med Virginia Sofia Adlerberg, som var dotter till kammarherre Olof Adlerberg på Säby i Järfälla. Herman Wittes dotter Maria von Witten ägde Görväln 1728–1750. Hon sålde gården 1750 till biskopinnan Margareta Carlsdotter (Greta Schyllberg) (1680–1753). I sitt andra gifte var Greta Schyllberg gift med biskop Petrus Schyllberg (1669–1743) Greta Schyllberg transporterade köpet 1752 på sin son Pehr Schyllberg, adlad Carlsköld samma år. Görvälns slott hade köpts 1751 och det ålderdomliga stora huset lät han byggda om invändigt till en moden familjebostad. I huvudbyggnaden gjorde han slottets andra våning till den representativa istället för bottenvåningen. Mellan huvudbyggnaden och Görvälns krog planterade Pehr Carlsköld en allé av lindar mellan flyglarna och några andra parkträd kring byggnaderna samt anlade runt det stora huset en "parterr med några och femtio unga fruktträd". Det var också då som Pehr Carlsköld lät anlägga tegelbruket, Görvälns tegelbruk, år 1750 eller 1751. Tegel till en ombyggnad var tryggat. Samtidigt lär ritningsarbeten, trädfällning, timmersågning och annat ha satts igång. Ombyggnaden av det stora stenhuset blev färdig 1753. Allt inom ytterväggarna byggdes om från grunden. Entrén, tillfart och gårdsplan ändrades också radikalt.
Görvälns tegelbruk var i drift i cirka 100 år, åtminstone till år 1852. En tegelslagare och ett 15-tal tegeldrängar är anställda när det är som mest. Arbetarbostaden, nu kallad bara Bruket, finns kvar som fritids- och serveringslokaler. På åkern mellan husen och stora diket anlades drift av ett salpeterverk. Carlsköld anlade också två nya torp, varav ett för två hushåll och det andra bostället anlade han för en fiskare och en skeppare. Redan på 1530-talet lydde de tre gårdarna Dikartorp, Henrikstorp och Slammertorp under Görväln. Marhagen var bebott från 1627 och omkring 1728 bebyggdes platsen vid torpet Baset söder om Görvälns gård. 
År 1757 sålde Pehr Carlsköld redan Görväln till grevinnan Eva Bielke (1706–1778). Hon var då änka sedan 1751 efter kanslirådet, friherre Johan Gabriel Sack. Hon var dotter till landshövdingen Carl Gustaf Bielke. Eva Bielkes mormor var Jakobina Catharina Lilliehöök, som växte upp på en granngård i Järfälla, Jakobsbegs gård och det var hennes mormors mor, Brita Cruus af Gudhem som lät bygga Jakobsbergs gård på Vibble ägor, efter att hennes make, Jakob Lilliehöök af Fårdala hade avlidit 1657. Det var Eva Bielke som lät bygga de båda svängda nedre flyglarna, eller paviljongerna. Hon lät även anlägga lindallén ner mot sjön. Vindflöjeln på norra flygeln bär årtalet 1763. Det var troligen då ombyggnaden ägde rum då flyglarna fick sitt nuvarande utseende. Tidigare var taken nästan platta med balustrader runt. Vid denna tidpunkt var Eva Bielke ägare till Görväln.
Efter Eva Bielkes död 1778 sålde arvingarna gården till hovmarskalken friherre Adolf Rudbeck (1726–1801), som var ägare till Görväln 1778–1796. Adolf Rudbeck var sonson till den kände vetenskapsmannen och professorn i Uppsala Olof Rudbeck den äldre.
Adolf Rudbeck sålde Görväln 1796 och han flyttade då till Almare-Stäkets gård, men återkom senare till Järfälla och Jakobsberg. Han avled på Jakobsbergs gård 23 augusti 1801. Adolf Rudbeck donerade 111 riksdaler till en skolinrättning för Spånga och Järfälla socknar år 1798. På Hjulsta gårds ägor i Spånga socken startade skolan 1810, nio år efter hans död.
Adolf Rudbeck var gift första gången med friherrinnan Sigrid Eva Stromberg (1726–1800), men vilken han fick elva barn. Av de fem döttrarna blev Barbro ogift. De övriga fyra döttrarna firade bröllop på Görväln. 26 november 1780 gifte sig den 17-åriga dottern Hedvig Johanna, född 1763. Sex veckor senare, 11 januari 1781 stod den för 23-åriga dottern Sigrid Ulrika, född 1758, brud. Efter ytterligare två veckor var det bröllop mellan 22-åriga Fredrika Christina, född 1759, och godsägaren 26-årige Carl Gripenstierna. 16 år senare återfinns han som delägare och brukare av Görväln. Ett fjärde bröllop på Görväln ägde rum 29 maj 1792, då yngsta barnet Henrietta, 24 år, född 1768, gifte sig med överjägaren Carl Fredrik Uggla, 31 år.
Då Adolf Rudbeck och hans hustru blev 70 år och barnen sedan några år lämnat hemmet beslöt de 1796 att sälja Görväln och flytta till det mindre Almare-Stäkets gård. Hans hustru avled emellertid fyra år senare. Rudbeck köpte då istället Jakobsberg i Järfälla och flyttade dit. Året därpå, 18 januari 1801, gifte den 75-årige Rudbeck om sig med den jämnåriga statsfrun Christina Rålamb, men kort därefter dog han, 23 augusti samma år.
Gården hade redan 1796 köpts av presidenten Christoffer von Numers, som var en ingift släkting till Adolf Rudbeck. Då Christoffer von Numers var 53 år valde han att dra sig tillbaka, och han köpte 1796 Rudbecks gårdar i Järfälla och Spånga och han tänkte bosätta sig på Görväln. Han hann dock inte flytta dit innan han i december samma år fick ett nytt ämbete. Problemet löstes genom att systersonen Carl Gripenstierna trädde in som kompanjon och hälftenägare och den, som i praktiken skötte gårdarna.

## 1800-talet

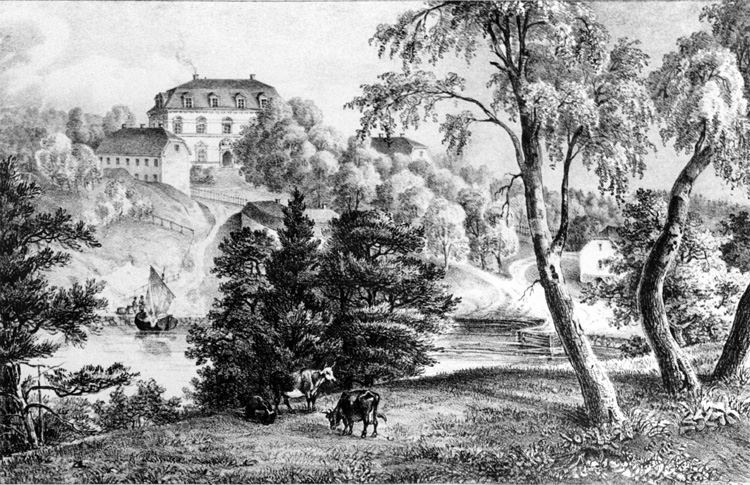
Görvälns gård. Litografi av Mikael Gustaf Anckarsvärd på 1820-talet, publicerad på 1830-talet i Ulrik Thersners "Fordna och närvarande Sverige".

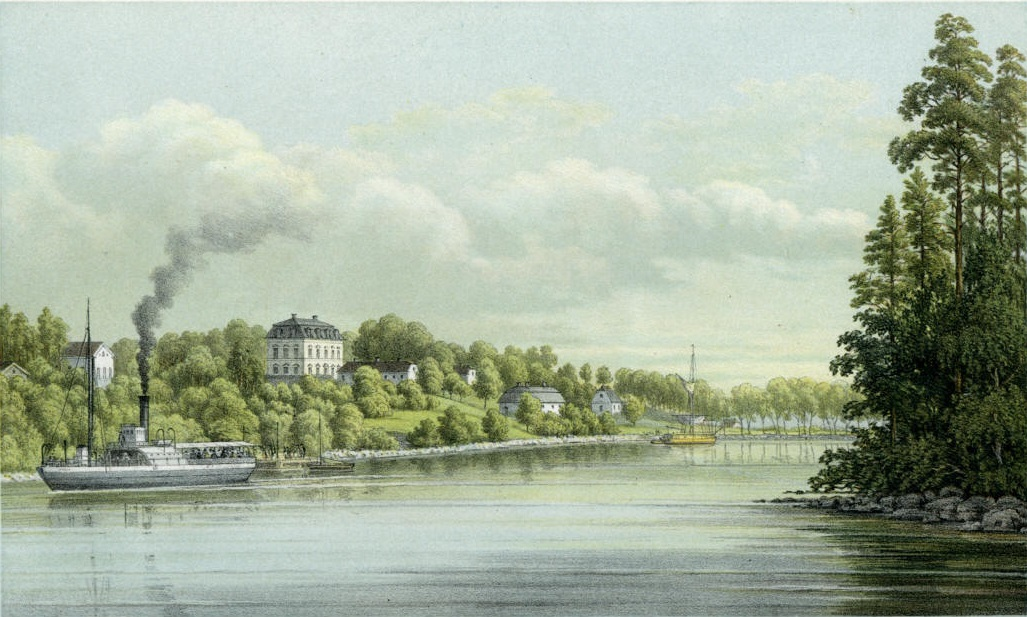
Görvälns slott på 1870-talet. Färglitografi av Alexander Nay. Bilden ingår i "Uplands herregårdar med beskrifande kort".

Görväln gård avbildas på 1820-talet i färglitografi, som publicerades på 1830-talet i Ulrik Thersners kända verk "Fordna och närvarande Sverige". Litografin är utförd av greve Mikael Gustaf Anckarsvärd (1792–1878) och beskrivs som en av de vackraste gårdarna i Stockholms närhet. Motivet visar i förgrunden betande kor på höjden med Görvälnsviken nedanför. En segelbåt vid stranden till gårdsbacken. I bakgrunden från väster norra flygeln, huvudbyggnaden, södra flygeln, norra paviljongen och södra paviljongen. 
På 1870-talet blev Görväln åter avbildat, nu i verket "Uplands herregårdar med beskrifande kort", av Carl Arvid Klingspor och Bernhard Schlegel, Stockholm 1877–1881, som kom ut 1881. Färglitografin av Alexander Nay (1822–1883) visar en vy från Görvälnsviken mot Görvälns gård. Från vänster syns stallet, huvudbyggnaden, norra och södra flyglarna, norra och södra paviljongerna. Man kan också se taket på en byggnad nere vid viken.
I början på 1800-talet var det två ätter som var släkt med ätten Rudbeck som hade korta innehav av Görväln. Det var ätterna von Numers och Gripenstierna.
År 1802 övergick Görväln genom köp till brukspatron Bengt Magnus Björkman (1745–1824) på Sätuna säteri i Björklinge socken, Uppland. Björkman var en av Sveriges mest förmögna industriidkare under senare delen av 1700-talet och första delen av 1800-talet. Görväln var sedan i familjen Björkmans släkt i 80 år, fram till 1882.
Bengt Magnus Björkman var den förste icke-adlige ägaren av Görväln, sedan riksdagen beslutat att även ofrälse personer skulle få inneha frälsejord. Han bodde aldrig själv permanent på Görväln. Men han lät bygga på huvudbyggnaden med en vindsvåning under ett nytt brutet och valmat tak, som har kvar den ursprungliga beklädnaden av smidda järnplåtar, med takkupor. Även trädgårdsmästarbostaden av sten lät han uppföra under 1800-talets första del, där husets entrédörr är äldre än själva huset.
Ägaren Bengt Magnus Björkman avled 1824. Hans hustru Ulrika Magdalena Levin (1771–1828 ) ägde sedan gården åren 1824–1828 och sedan deras dotter Sophia Aurora Björkman (1805–1829) ägde gården 1828–1829. Efter dessa byten övertog sonen Axel Ulrik Björkman (1797–1855) gården 1829. Sonen Axel Ulrik ägde då bruken i Högfors och Grönsinka i Västmanland. Björkmans yngste son Johan Fredrik Björkman (1807–1891) var bruksägare och politiker. Han var ägare till herrgården Sätuna säteri, som han ärvde efter faderns död 1824, men det var först 1836 som Johan Fredrik Björkman, som kallades Fritz till gården, och tog upp driften på allvar, Fritz levde till 1891. Axel Ulrik på Görväln lät på 1840-talet lät bygga ett stall av sten och ett par vagnshus. Hans fru Marie Antoinette Norlin lät under 1850-talets senare del bygga en ny ladugård av trä för cirka 70 kreatur.
Efter Axel Ulrik Björkman övertar i sin tur hans son Axel Fredrik Björkman (1833-1886) Görväln 1861. Han var gift med Ebba Björkenheim (1844-1898). Familjen bebodde själva Görväln. Han var bland annat verksam som ordförande i kommunalstämma och kommunalnämnd, ledamot av kyrkorådet och skolrådet. Han porträtt hänger i kommunfullmäktiges sessionssal. Axel Fredrik Björkman anlade park och trädgård och inrättade på egen bekostnad i juli 1870 en fast småskola i Görvälns gamla krog. Skolan var i bruk i åtta år till och med höstterminen 1878. Under en del år fick eleverna gå i en så kallad ambulerande skola, det vill säga ena terminen fick Lövstabarnen undervisning och nästa termin fick Görvälnsbarnen. Ett riktigt skolhus byggdes 1896 i gamla Oxhagen, Görvälns skola. Görvälns krog (Villa Solbacka) har sedan använts som bostad. Villa Solbackas äldsta delar är från 1600-talet, i källaren finns ett vackert tunnvalv i tegel. Krogen fanns här ända fram till 1830-talet. Vintervägen mot Enköping och Västerås gick över Görvälnsfjärdens isar, och på sommaren fungerade den som sjökrog för resande mellan Stockholm och Uppsala. En period under 1800-talets slut låg, som ovan nämnts, även Görvälns skola här, innan Solbacka blev privatbostad.

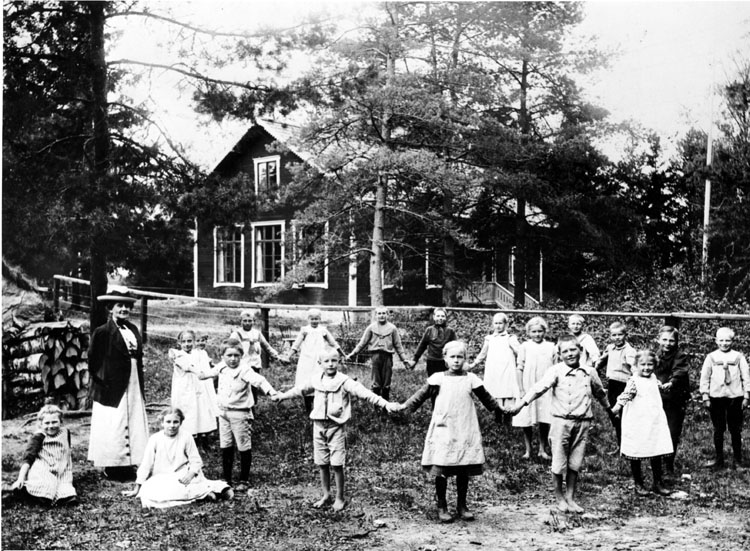
Görvälns skola 1915 och lades ned 1939.

På 1870-talet omfattade själva Görväln 75 tunnland åker, 112 tunnland äng samt 422 tunnland skog och hagar. Själva huvudgården hade 11 hästar, 60 kor och ungnöt samt 10 par oxar. Ekonomibyggnaderna (finvagnslider, stallar, ladugård) och uthusen på Görväln var nödvändiga för djurhållningen, förvaring och arbetssysslor. Axel Fredrik Björkman sålde Görväln 1882 och flyttade till Stockholm. Efter det ägdes Görväln åren 1882–1889 av lantbrukare Georg af Schmidt (Carl Johan Georg af Schmidt) (1813–1897). Han gav spegelsalen i slottet dess utformning.
Nästa ägare blev ingenjör Antenor Nydqvist (1817–1914), som köpte Görväln 1889. Antenor Nydqvist var en känd industriman i Nydqvist & Holm i Trollhättan. Nydqvist & Holm var ett verkstadsföretag, som tillverkade ånglokomotiv och lokomobiler (ångmaskiner på hjul). På Nydqvists tid byggdes Rättarbostaden, en timmerbyggnad, och Gula villan eller Bläckhornet på vänster sida om den östra vägallén som leder till slottet, och som byggdes 1889. Till Görvälns skola skänkte Antenor Nydqvist mark i Oxhagen, och erforderligt byggnadsmaterial såsom timmer, bjälkar och sparrar (takstolar). Görvälns skola, som ligger på en tomt i Oxhagen strax sydost om herrgårdsanläggningen, uppfördes 1896 och invigdes 25 oktober 1896 för en kommunal kostnad på 4.000 kronor.

## 1900-talet och 2000-talet

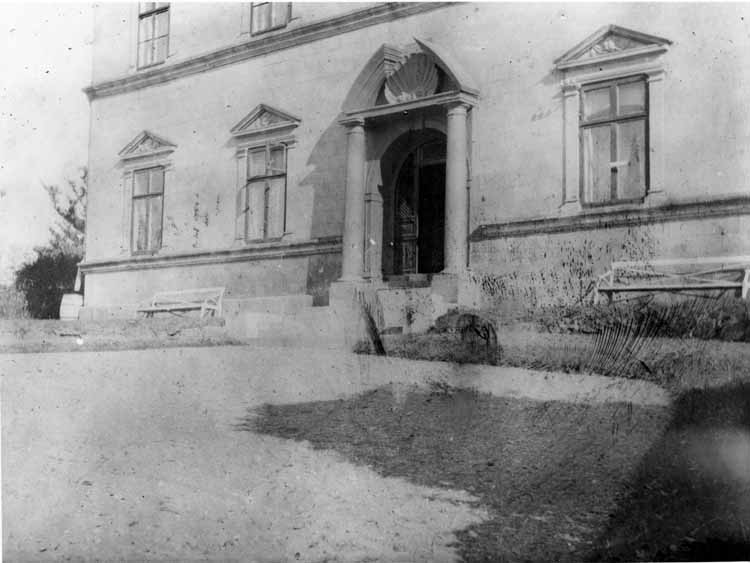
Huvudbyggnadens portal, västra porten, före ombyggnaden 1901.

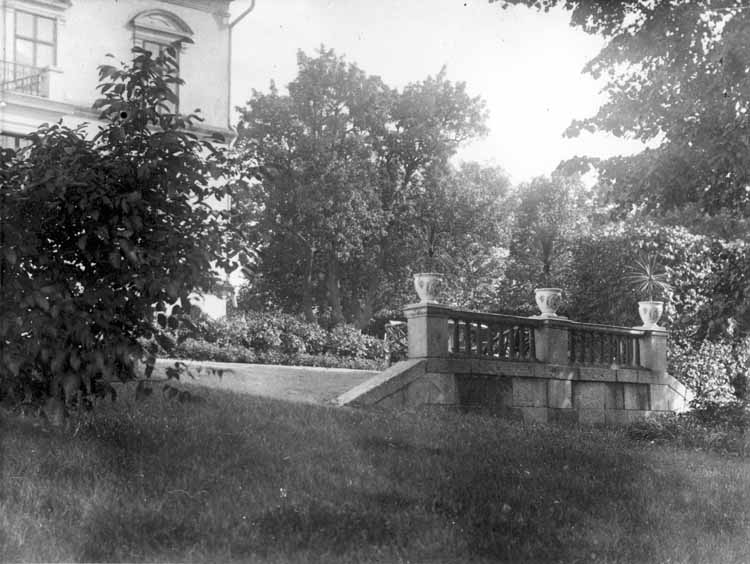
Slottsterrassen på Mauritz Salins tid på 1920-talet, efter att han 1901 byggt till veranda med balkong ovanpå.

År 1900 köptes Görväln av medicine doktor och docenten Mauritz Salin (1851–1927). Han var ägare av Görväln åren 1900–1927. Han blev professor i obstetrik och gynekologi vid Karolinska institutet 1909. Salin var gift med Berta Kempe av den kända industrisläkten familjen Kempe. Glasverandan och köket på huvudbyggnaden byggdes till under Salins tid. Aspvillan, annexet till Görvälns krog (Gula villan) och arbetarbostaden Tallbacken uppfördes också.
Efter hustrun Berta Kempes död 1919 börjar Görväln genom arvsskiften att styckas. Efter Mauritz Salins död 1927 följde sedan ytterligare styckningar. Dottern Lotty Salin och hennes make generallöjtnanten Torsten Friis (1882–1967), senare chef för flygvapnet och ståthållare på Stockholms slott, köpte området kring själva slottet med ekonomibyggnaderna. Lotty och Torsten bodde i huvudbyggnaden fram till 1962, då de flyttade över till den nyrenoverade norra flygeln. År 1963 köpte Järfälla kommun den ytmässiga huvudparten av gården för tre miljoner kronor. Torsten Friis avled 1967 och Lotty Friis avled 1968. År 1967 köpte kommunen resterande delar inklusive området runt själva slottet för 3,5 miljoner kronor.
I mitten av 1940-talet utgjorde Görväln ett alternativ till ny förläggningsplats till Stockholms luftvärnsregemente.
Åren 1981–1983 renoverade kommunen huvudbyggnaden för cirka 5 miljoner kronor och den invigdes 29 maj 1983 av kommunfullmäktiges ordförande Lars Gustafsson j:r i samband med Görvälndagen, som anordnades av Järfälla hembygdsförening och Järfälla kommuns kulturnämnd. Från 1 juli 1983 övertogs driften av Görvälns huvudbyggnad och norra flygeln av ABF Norra Stor-Stockholm. Därefter drev ABF kursverksamhet och konferens- och kulturverksamhet samt uthyrning och servering med mera i byggnaderna till och med 31 december 1994. Därefter blev det på Görväln verksamhet med restaurang med kafé och festvåning, samt konferensverksamhet. Ny arrendator från 1 april 1995 var Persiljerot AB genom Sten A. Öhman och Kerttu Lindström. De kom närmast från Kohlsva Herrgård och tillträdde då driften i huvudbyggnaden och norra flygeln. 1 augusti 1999 införlivades också flygeln i arrendet. Under Persiljerot AB:s tid anslog Järfälla kommun cirka 7,5 miljoner kronor till renovering. Öhman och Lindström drev verksamheten till hösten 2004. Sedan 2008 är slottet hotell med 38 rum och drivs av Johan & Maria Eklund. I maj 2017 öppnas ytterligare 7 hotellrum i Trädgårdsmästarbostaden och hotellet har då 45 rum. 

### Ägarlängd
Årtalen anger när respektive person var ägare av Görvälns slott.
- –1450 Nils Jönsson (Oxenstierna)
- 1450–1460 Nils Jönssons arvingar
- 1460–1520 Uppsala ärkestift
- 1520–1571 Kronan
- 1571–1580-talet början Antonius de Palma, italiensk adelsman
- 1580-talet början-1590-talet Jeduice de Palma
- 1590-talet –1605 Scipio de Palma, den förres son, ryttmästare i Upplandsfanan, senare överste
- 1605–1609 Svante Bielke (Svante Turesson Bielke), rikskansler, gift med grevinnan Elisabeth Leijonhufvud, dotter till  Ebba Lilliehöök  och Sten Eriksson Leijonhufvud, och fick med henne sonen Sten.
- 1609–1638 Sten Svantesson Bielke, den förres son, kammarherre, generalguvernör i Pommern och riksråd och diplomat, han var son till riksrådet och rikskanslern, friherre Svante Bielke
- 1638–1643 Anna Margareta Bielke (Anna Bielke), den förres syster, Anna Margareta Bielke (1603–1643) var gift med greve Nils Brahe den äldre (1604–1632) och hon var dotter till riksrådet och rikskansleren, friherre Svante Bielke
- 1643–1689 Elsa Elisabeth Brahe (Elsa Elisabeth Nilsdotter Brahe), den förres dotter, gift med Adolf Johan av Pfalz-Zweibrücken. Hon var gift två gånger, först med Axel Oxenstiernas son, rikskanslern Erik Oxenstierna av Södermöre (död 1656) och därefter med pfalzgreven hertig Adolf Johan av Pfalz-Zweibrücken, bror till Karl X Gustav.
- 1689–1716 Elsa Brahes och Hertig Adolf Johan av Pfalz-Zweibrückens fyra arvingar, två döttrar och två söner. De fyra barnen som ärvde var Katarina, född 1661, död 1720, Maria Elisabet, född 1663, död 1748, Adolf Johan den yngre, född 1666, död 1701, och Gustav Samuel Leopold, född 1670, död 1731.
- 1716–1728 Herman Witte, teologie doktor, kyrkoherde, professor, hovpredikant
- 1728–1750 Maria von Witten, den förres dotter
- 1750–1752 Margareta Carlsdotter (Margareta (Greta) Schyllberg), biskopinna, änka
- 1752–1759 Pehr Carlsköld, ämbetsman, riksdagsledamot och arkivarie
- 1759–1778 Eva Bielke, grevinna, änka efter kanslirådet friherre Johan Gabriel Sack
- 1778–1796 Adolf Rudbeck, hovmarskalk, friherre
- 1796–1799 Carl Gripenstierna till Kiersö, överjägmästare, kammarherre, friherre
- 1799–1801 Christoffer von Numers[8]
- 1801–1802 Carl Gripenstierna och Olof Ulrik von Numers
- 1802–1824 Bengt Magnus Björkman, brukspatron
- 1824–1828 Ulrika Magadalena Levin Björkman, hustru till Bengt Magnus Björkman
- 1828–1829 Arvingar
- 1829      Sofia Aurora Björkman, dotter till Bengt Magnus Björkman
- 1829–1855 Axel Ulrik Björkman, son till Bengt Magnus Björkman
- 1855–1861 Maria Norlin Björkman (fru Marie Antoinette Norlin), hustru till Axel Ulrik Björkman
- 1861–1882 Axel Fredrik Björkman, son till Axel Ulrik Björkman, ordförande i kommunalstämma och kommunalnämnd, ledamot av kyrkorådet och skolrådet
- 1882–1889 Georg af Schmidt (Carl Georg af Schmidt)[9], friherre, riksdagsman, lantbrukare
- 1889–1900 Antenor Nydqvist, ingenjör
- 1900–1919 Mauritz Salin, med dr och docent
- 1919–1937 Karl Salin, Margit Salin
- 1927–1963 Lotty Friis, född Salin, dotter till Mauritz Salin. Salins dotter Lotty Salin och hennes make Torsten Friis blev den siste private ägaren, han övertog gården 1937[10]
- 1937–1963 Torsten Friis, generallöjtnant, gift med Lotty Salin (fru Lotty Friis) (1887–1968)
- 1963 Järfälla kommun köpte den ytmässiga huvudparten av gården för 3 miljoner kronor
- 1967 köpte Järfälla kommun resterande delar inklusive området runt själva slottet för 3,5 miljoner kronor

## Byggnader

### Huvudbyggnaden
Nuvarande slottet och de två flyglarna byggdes i slutet av 1650-talet. Slottets ytterväggar är uppförda i murtegel och klädda med finhuggen grågul sandsten från Gotland. Det var ett för tiden ovanligt byggnadsmaterial. Fönstren är inramade av sandstenspilastrar och har överstycken med skulpterade blad- och blomornament. Portalen kröntes av en stor mussla, daterad 1663 och buren av två kolonner. Musslan står nu framför gårdsplatsens låga terrassmur. Husets arkitekt har sannolikt varit Jean de la Vallée. Det började uppföras under 1650-talet, då både de la Vallé och Nicodemus Tessin den äldre kommit hem från sina studieresor. Slottets vindsvåning byggdes till i samband med ombyggnader under 1820-talet och glasverandan och den låga köksbyggnaden på nordöstra sidan byggdes 1901.

### Bilder, interiörer

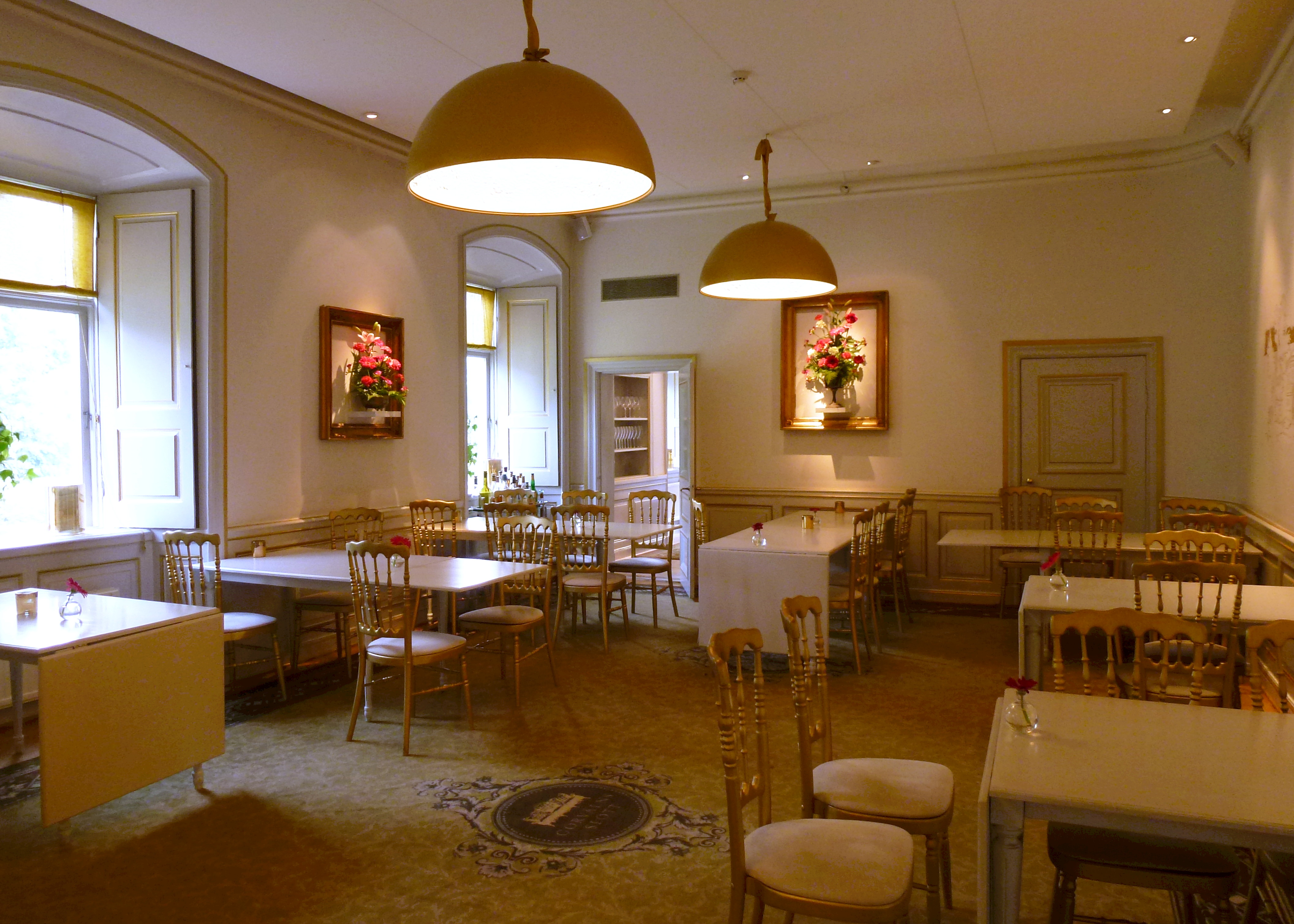
Interiör
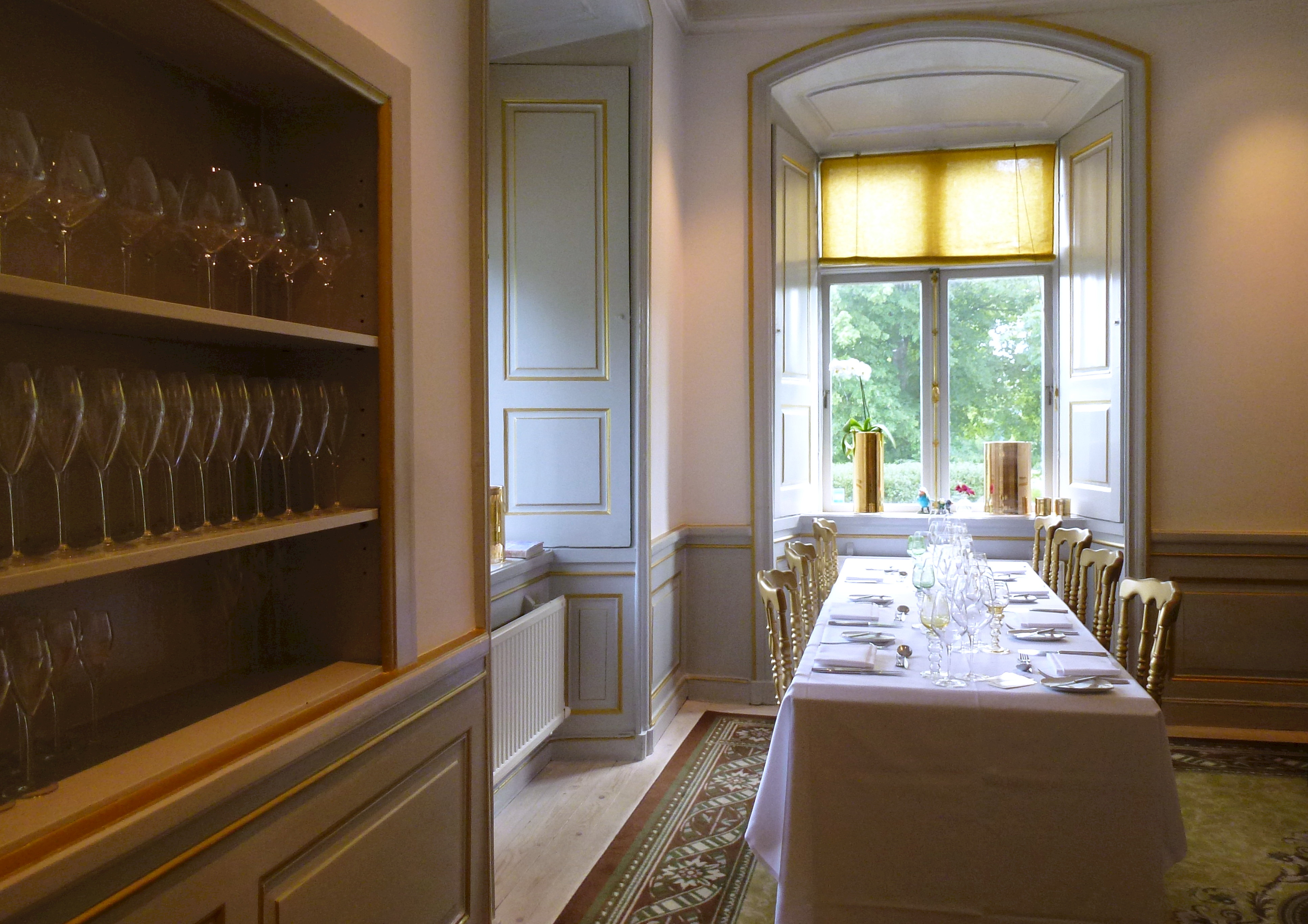
Interiör

### De två långa sidoflyglarna
Direkt nedanför slottet finns de två långa sidoflyglarna putsade i gult och vitt från 1650-talet, vilka ansluter till en lindallé ner till den norra och södra paviljongen. Flyglarna, den norra och den södra flygeln, är två spegelvända byggnader med avrundade ytterväggar, uppförda 1767 av grevinnan Eva Bielke. Görvälns slotts vindflöjel, Görvelen Anno 1763 sitter på taket på den norra flygeln. Det var troligen under Eva Bielkes tid som ombyggnaden ägde rum då flyglarna fick sitt nuvarande utseende. Taken var tidigare nästan platta med balustrader runt. Det var också hon som lät bygga då två svängda paviljongerna, som blev klara 1763. Då kröntes den ena paviljongen av vindflöjeln, som idag sitter på norra flygeln.

### De två rundade korta flyglarna
Nedanför de långa flyglarna ligger två rundade korta flyglar med brutna tak. De fick sitt utseende på 1700-talet, de var säkerligen byggda vid samma tid som de båda sidoflyglarna (1763). De rymde då magasin och tvättstuga. Dessa korta flyglar hyrs idag av olika föreningar, bland annat Järfällakretsen av Svenska Naturskyddsföreningen, som har sitt Naturum i den nedre norra flygeln. Rättarbostaden, Trädgårdsmästarbostaden och Aspvillan hyrs ut som permanentbostäder och Tallbacken som sommarbostad.

### Bilder, flyglar och paviljonger

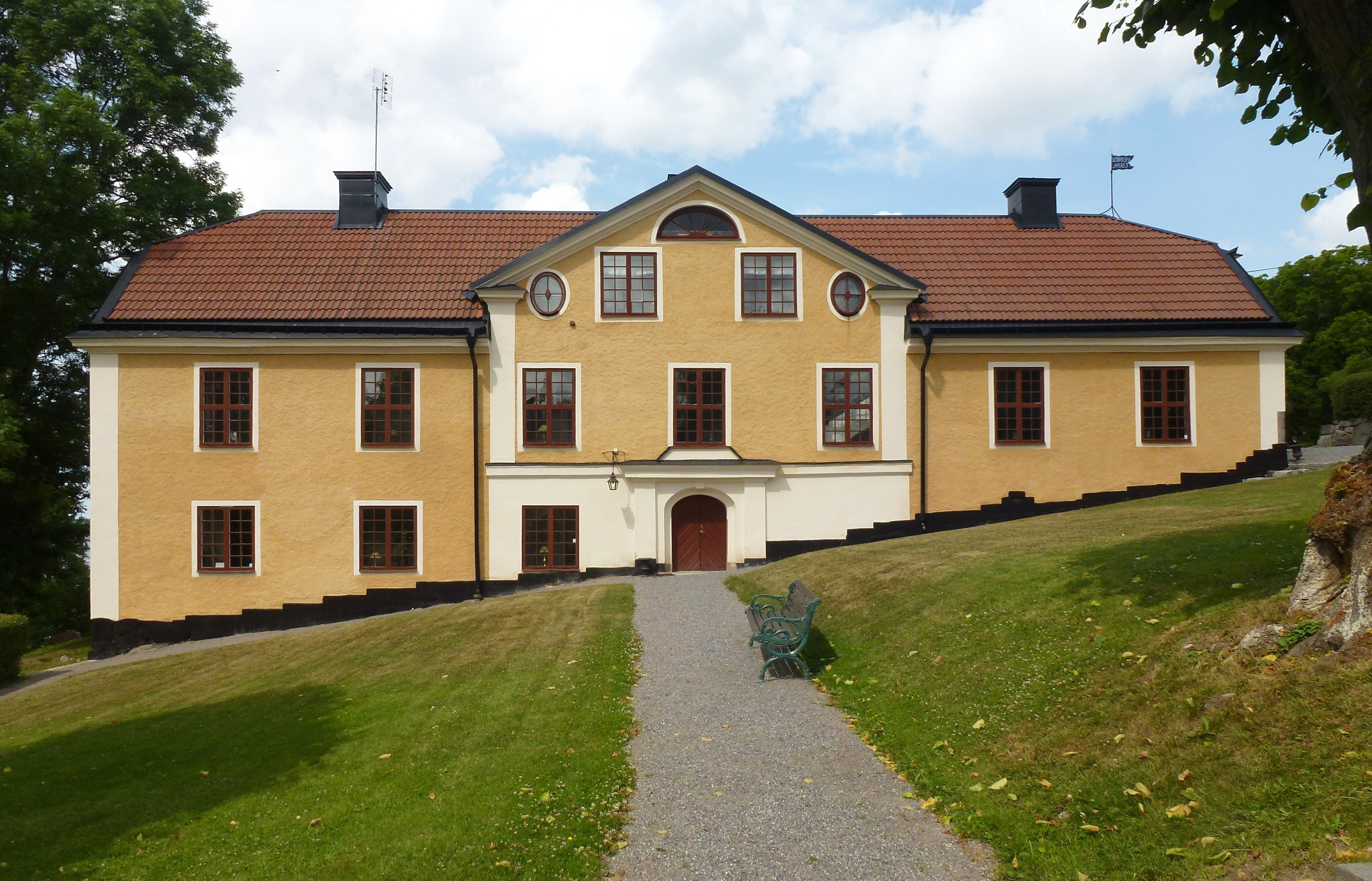
Norra flygeln
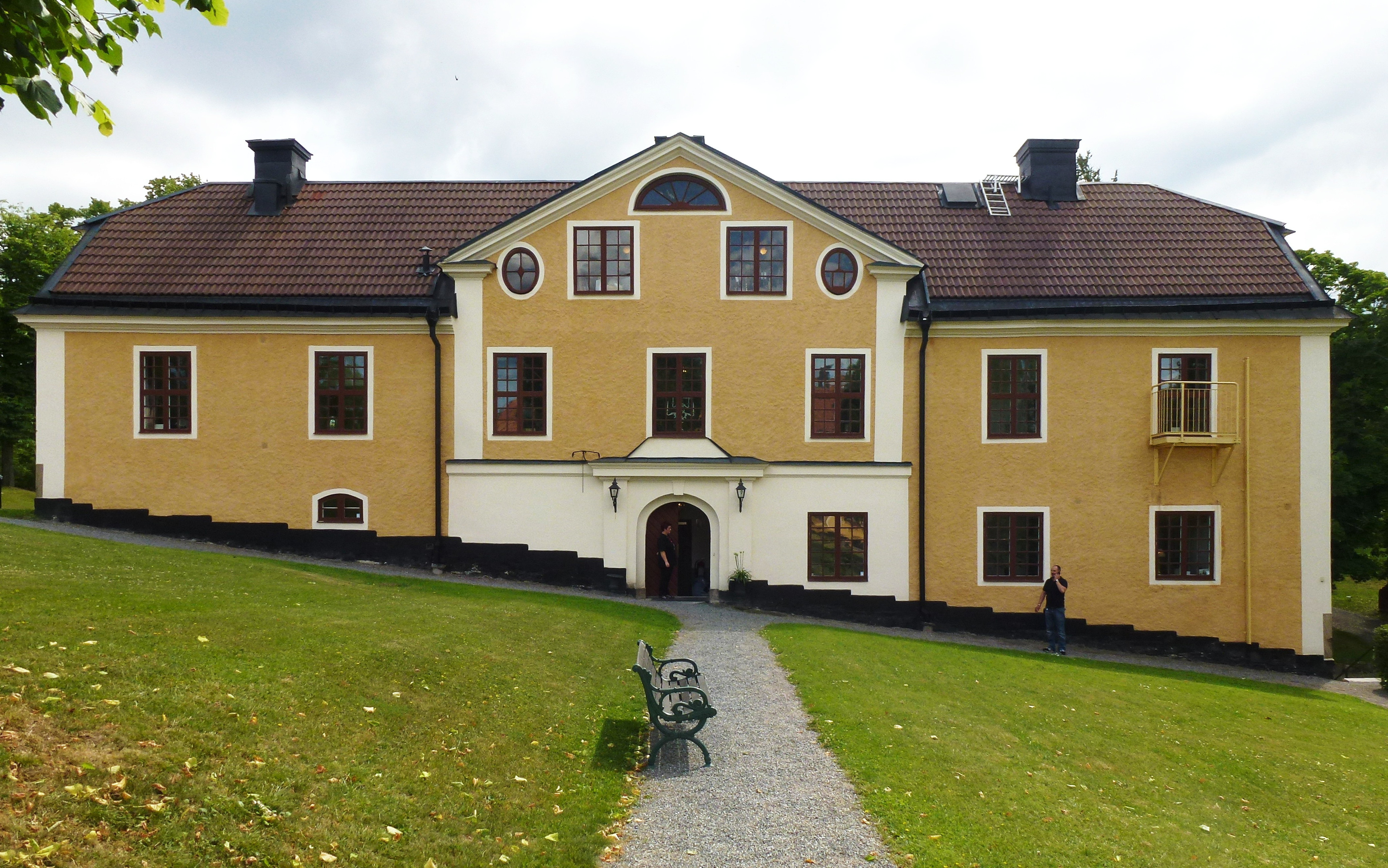
Södra flygeln
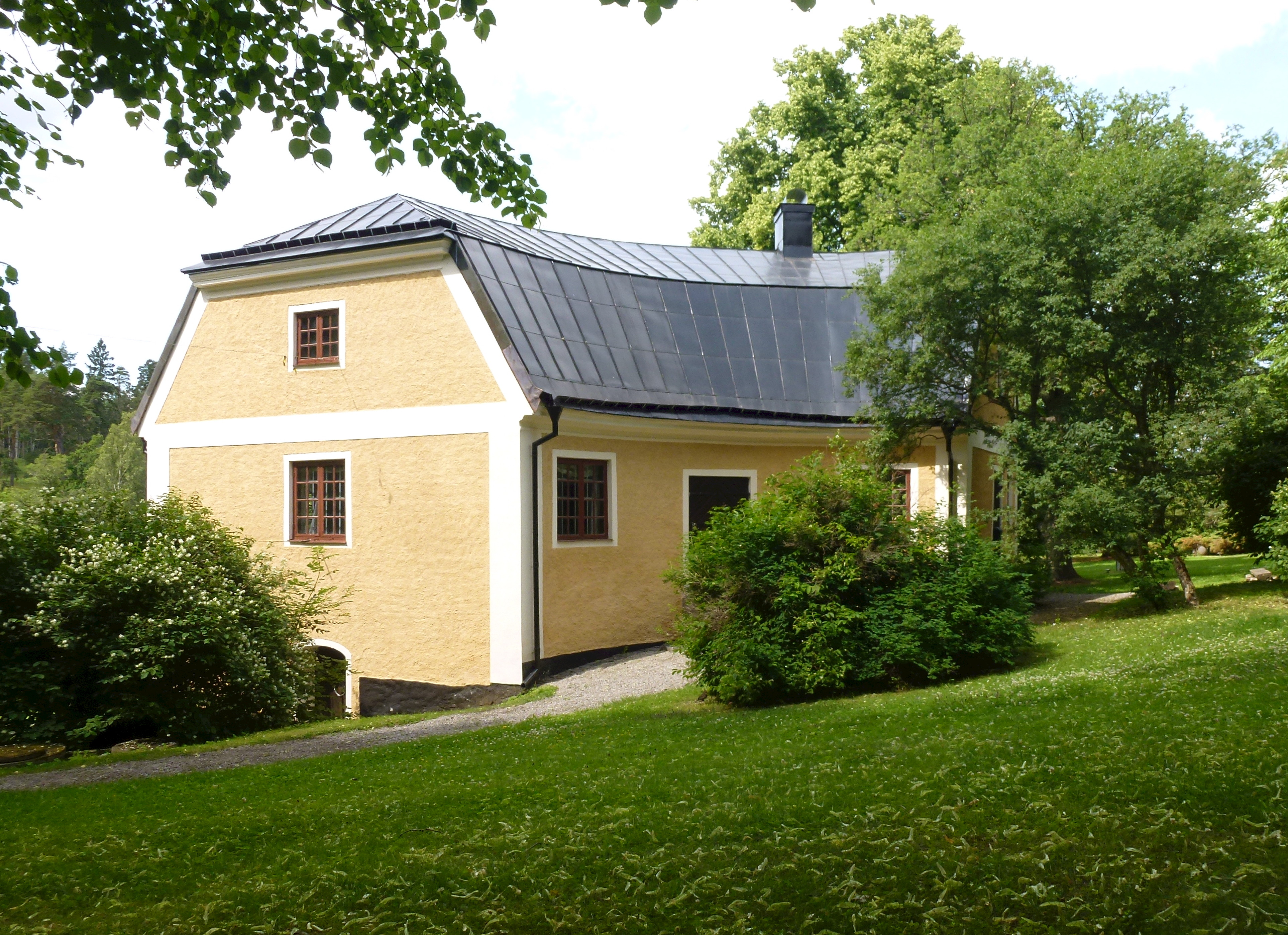
Norra paviljongen
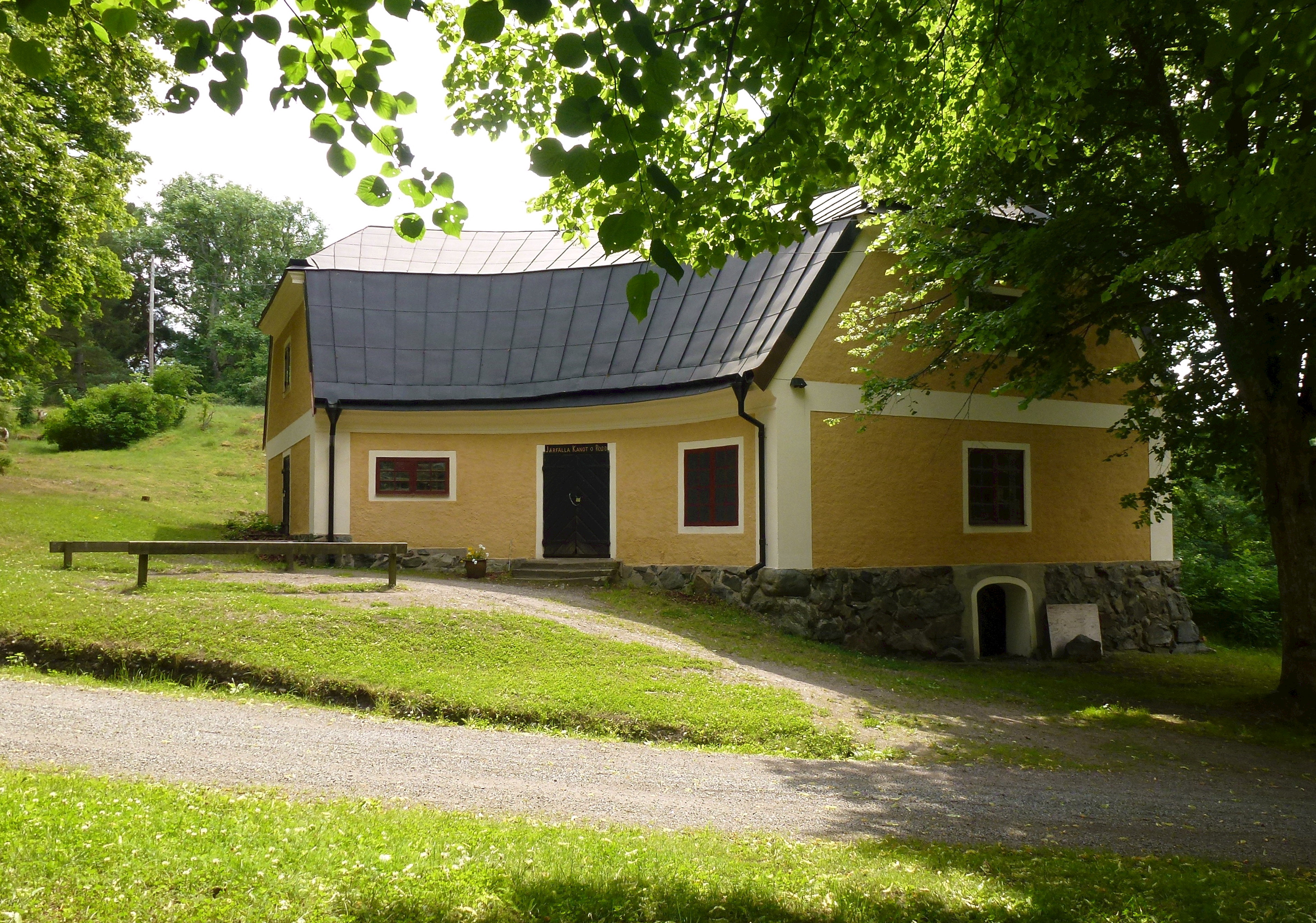
Södra paviljongen

### Ekonomibyggnaderna
Ekonomibyggnaderna disponeras i huvudsak av Järfälla kommuns förvaltningar. Finvagnslidret, som tidigare användes för förvaring av jordbruksredskap och vagnar, disponeras av Järfälla hembygdsförening, som där under namn av Görvälns gårdsmuseum förvaltar dels kommunens samling av redskap från jordbruksepoken på Görväln, dels egna föremål. Museet invigdes på Görvälndagen 7 juni 1998. Varje år i juni månad firas Görvälndagen och vartannat år arrangeras skulpturutställning. Bland övriga bevarade byggnader märks stallbyggnaden, uppfört i sten i empirestil och den intilliggande stora ladugården, uthus och bostadshus.
Till slottet hörde även ett tegelbruk, Görvälns tegelbruk, som var i drift mellan 1751 och 1852. Av anläggningen återstår idag arbetarbostaden, kallad "Bruket" och ruinen av brännugnen samt högar med tegelflis och rester av vägar.

### Bilder, stall, ladugård och omgivning

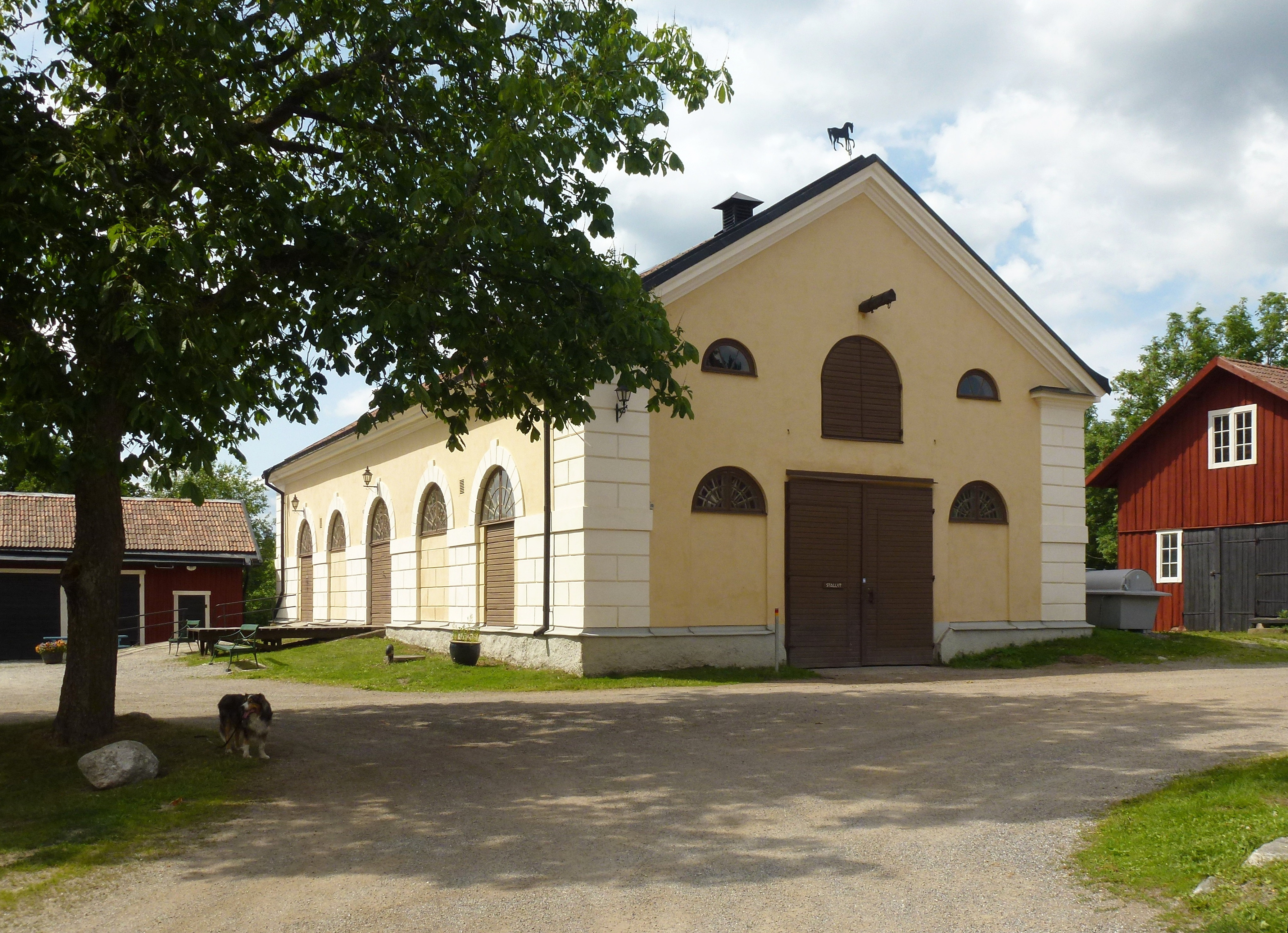
Stallet i empirestil
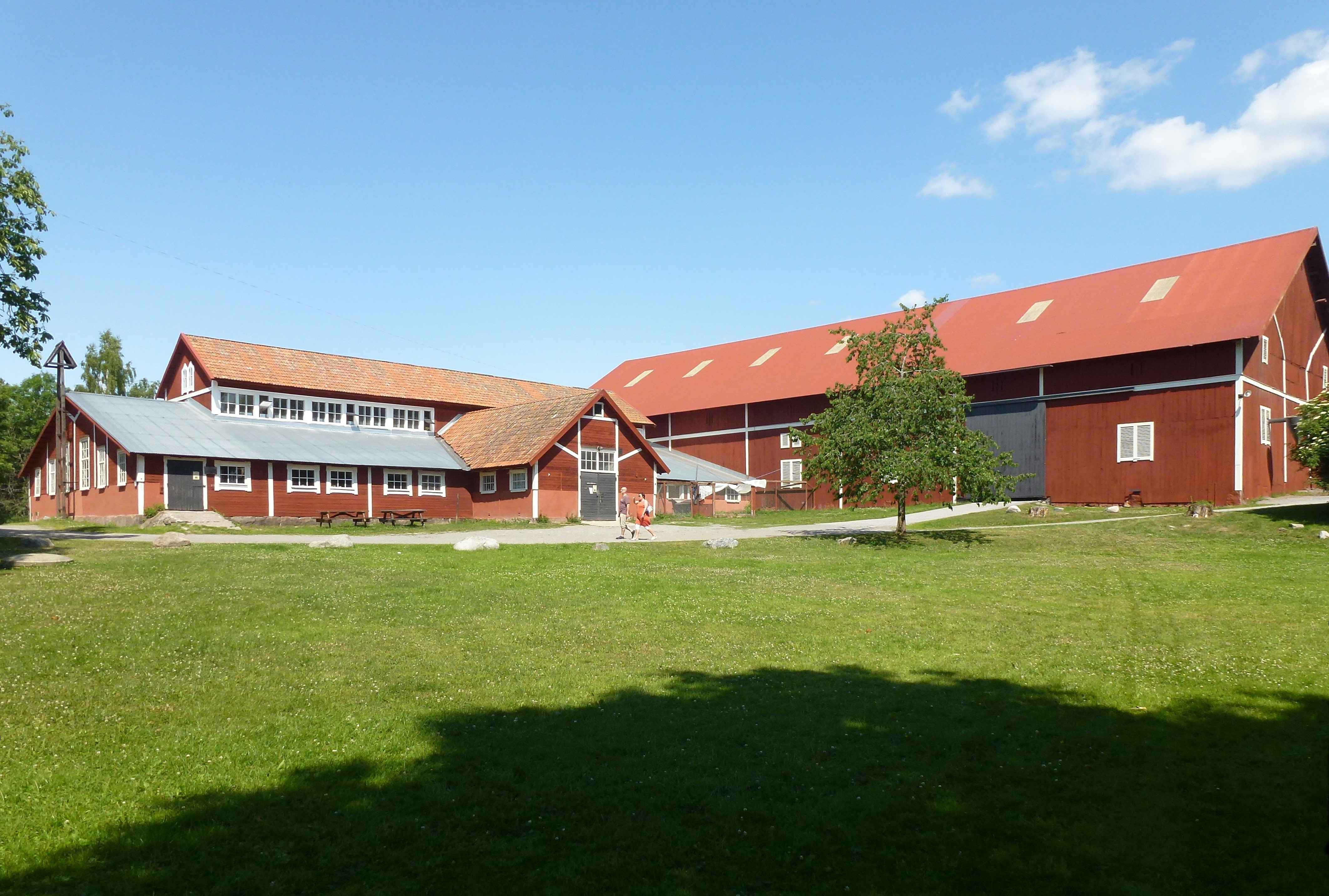
Ladugården
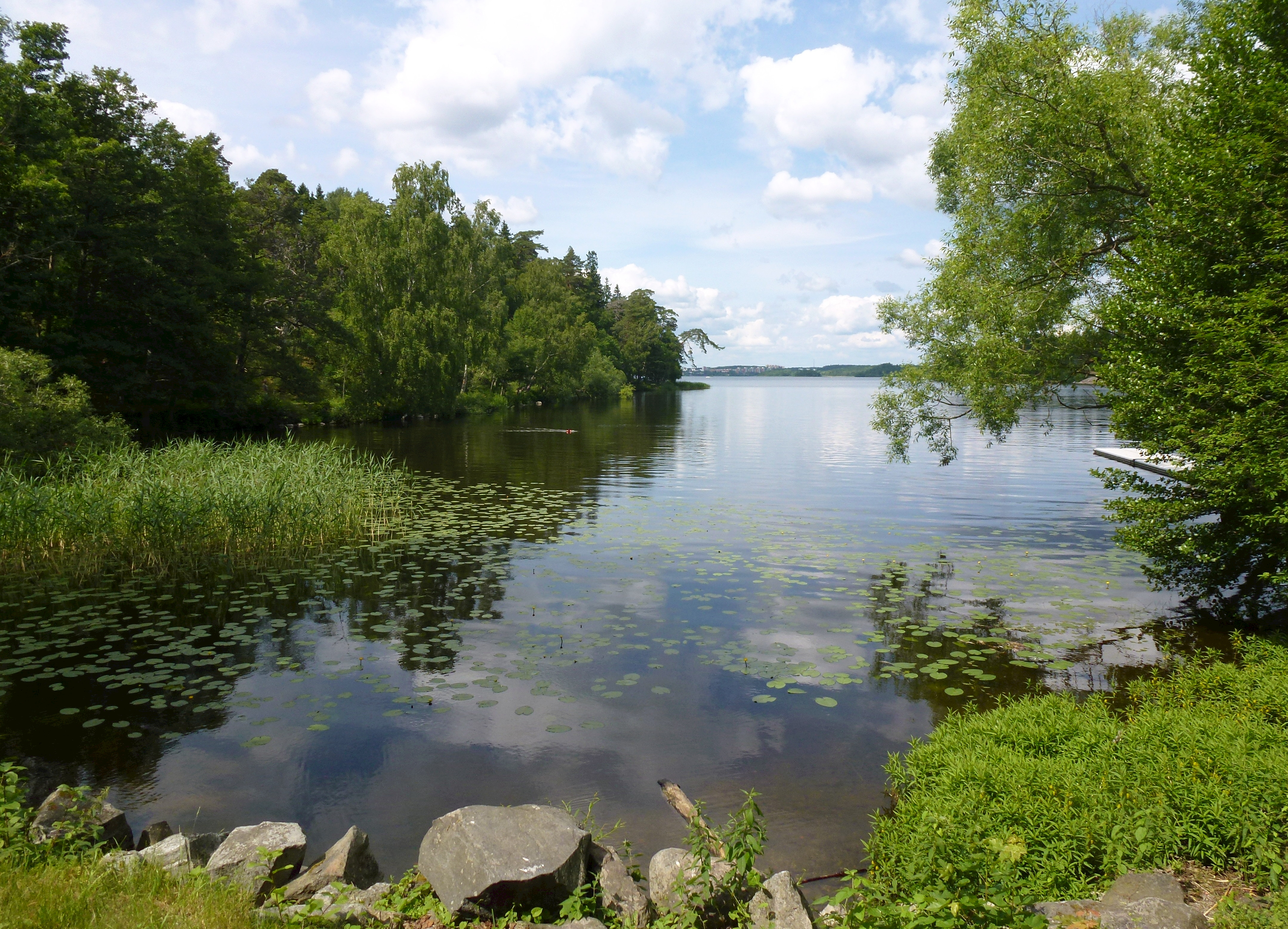
Slottsviken
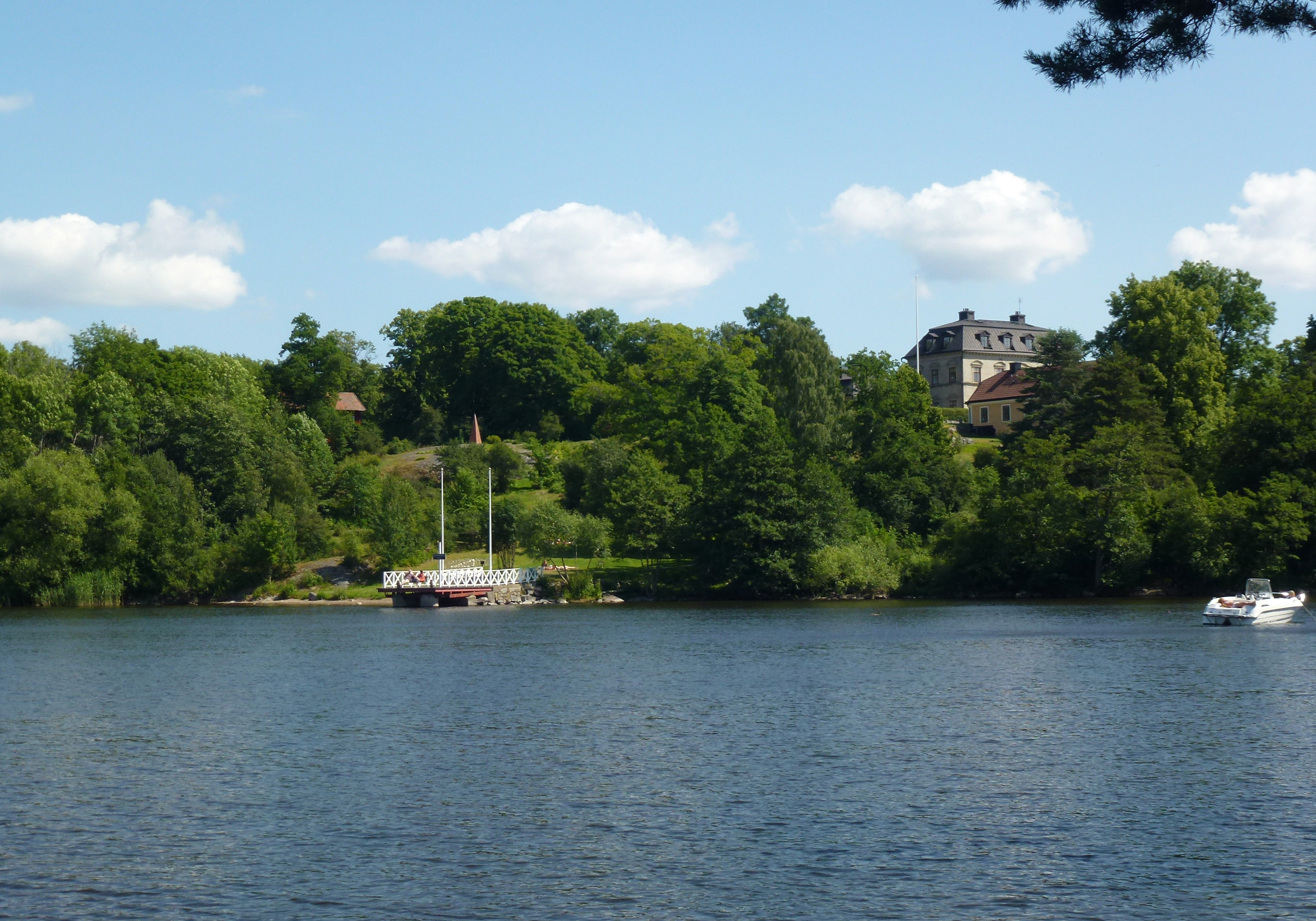
Ångbåtsbryggan

## Engelsk park och arboretum
Dagens park går till stora delar tillbaka på ett förslag från 1869. Det innebar att man anlade en park av engelsk karaktär ned mot sjön och i öster en långsmal och symmetrisk uppbyggd trädgård. Enligt ritningarna fanns här både växthus och lusthus, så vi får förmoda att trädgården var avsedd för både nytta och nöje och en ångbåtsbrygga. De senare ägarna till godset Axel Fredrik Björkman, Mauritz Salin och Torsten Friis planterade parken som landskapspark med en del exotiska trädssorter och busksorter från olika delar av världen, ett arboretum. I parken finns en trädsamling med 150 olika träd och buskar, kryddträdgård och rosenträdgård, varav ett nittiotal olika arter finns beskrivna och uppskyltade där. I parken växer också gulsippa.

## Frukt- och grönsaksodling
Förutom jordbruk och kreaturshållning odlades frukt, grönsaker och annat som behövdes i de stora hushållen. På Görväln fanns körsbärslund, kålgård, humlelund och en trädgård. Kålgården låg vid 1700-talets början på vänster sida om den nuvarande vägen. Kålrot var en viktig del av födan före potatisens tid. Bortom kålgården fanns en fruktträdgård. På en del av området där den gamla kålgården förr låg ligger nu en parkeringsplats. Här mynnade också en liten å ut i viken. Vi vet att Elsa Elisabeth Brahe beställde "beläten" (bild, avbild), alltså skulpturer, för att smycka trädgården. Här fanns en kanal och av beställningen framgår att de numera försvunna skulpturerna skulle vara ihåliga så att vatten kunde rinna igenom dem. Adelns gårdar fyllde även en viktig funktion i hushållningen.

## Görvälns slott i media
Mikael Håfströms film efter Jan Guillous Ondskan spelades delvis in vid Görvälns slott. I filmen medverkade bland andra Johan Rabaeus som deltog i Stjärnorna på slottet år 2011, som även det spelades in på Görvälns slott.